# Dél-Korea az 1996. évi nyári olimpiai játékokon
Dél-Korea az egyesült államokbeli Atlantában megrendezett 1996. évi nyári olimpiai játékok egyik részt vevő nemzete volt. Az országot az olimpián 25 sportágban 300 sportoló képviselte, akik összesen 27 érmet szereztek.

## Érmesek
| Érem  | Versenyző | Sportág       | Versenyszám        |
| ----- | --- | ------------- | ------------------ |
| Arany | Sim Gvonho (Sim Gwon-Ho) | Birkózás      | Kötöttfogás, 48 kg |
| Arany | Cson Gijong (Jeon Gi-Yeong) | Cselgáncs     | Férfi középsúly    |
| Arany | Cso Minszon (Jo Min-Seon) | Cselgáncs     | Női középsúly      |
| Arany | Kim Gjonguk (Kim Gyeong-Uk) | Íjászat       | Női egyéni         |
| Arany | Kim Dzsoszun (Kim Jo-Sun) Kim Gjonguk (Kim Gyeong-Uk) Jun Hjejong (Yun Hye-Yeong) | Íjászat       | Női csapat         |
| Arany | Pang Szuhjon (Bang Su-Hyeon) | Tollaslabda   | Női egyes          |
| Arany | Kil Jonga (Gil Yeong-A) Kim Dongmun (Kim Dong-Mun) | Tollaslabda   | Vegyes páros       |
| Ezüst | I Bongdzsu (Lee Bong-Ju) | Atlétika      | Férfi maraton      |
| Ezüst | Csang Dzseszong (Jang Jae-Seong) | Birkózás      | Szabadfogás, 62 kg |
| Ezüst | Pak Csangszun (Park Jang-Sun) | Birkózás      | Szabadfogás, 74 kg |
| Ezüst | Jang Hjongmo (Yang Hyeong-Mo) | Birkózás      | Szabadfogás, 82 kg |
| Ezüst | Kvak Teszong (Gwak Dae-Seong) | Cselgáncs     | Férfi könnyűsúly   |
| Ezüst | Kim Minszu (Kim Min-su) | Cselgáncs     | Férfi félnehézsúly |
| Ezüst | Hjon Szukhi (Hyeon Suk-Hui) | Cselgáncs     | Női harmatsúly     |
| Ezüst | Csong Szonjong (Jeong Seon-Yong) | Cselgáncs     | Női könnyűsúly     |
| Ezüst | Nemzeti válogatott Ju Dzseszuk (Yu Je-Suk) Cshö Ungjong (Choi Eun-Gyeong) Cso Undzsong (Jo Eun-Jeong) O Szungsin (O Seung-Sin) Im Dzsongszuk (Im Jeong-Suk) Kim Mjongok (Kim Myeong-ok) Csang Undzsong (Jang Eun-Jeong) I Dzsijong (Lee Ji-yeong) I Ungjong Kvon Szuhjon (Gwon Su-hyeon) U Hjondzsong (U Hyeon-jeong) Cshö Miszun (Choi Mi-sun) I Unjong (Lee Eun-yeong) Cson Jongszon (Jeon Yeong-seon) Kvon Cshangszuk (Gwon Chang-suk) Csin Dokszan (Jin Deok-san) | Gyeplabda     | Női                |
| Ezüst | Csang Jongho (Jang Yong-Ho) Kim Boram (Kim Bo-Ram) O Gjomun (O Gyo-Mun) | Íjászat       | Férfi csapat       |
| Ezüst | Nemzeti válogatott Cso Unhi (Jo Eun-Hui) Han Szonhi (Han Seon-Hui) Hong Dzsongho (Hong Jeong-Ho) Ho Szunjong (Heo Sun-Yeong) Kim Dzsongsim (Kim Jeong-Sim) Kim Unmi (Kim Eun-mi) Kim Dzsongmi (Kim Jeong-mi) Kim Misim (Kim Mi-sim) Kim Nang (Kim Rang) Kvak Hjedzsong (Kwak Hye-jeong) I Szangun (Lee Sang-eun) Im Ogjong (Im O-gyeong) Mun Hjangdzsa (Mun Hyang-ja) O Szongok (Oh Seong-ok) O Jongnan (Oh Yeong-ran) Pak Csongnim (Park Jeong-rim)                  | Kézilabda     | Női                |
| Ezüst | I Szungbe (Lee Seung-Bae) | Ökölvívás     | Félnehézsúly       |
| Ezüst | Kil Jonga (Gir Yeong-A) Csang Hjeok (Jang Hye-Ok) | Tollaslabda   | Női páros          |
| Ezüst | Na Gjongmin (Na Gyeong-Min) Pak Csubong (Park Ju-bong) | Tollaslabda   | Vegyes páros       |
| Ezüst | Jo Hongcshol (Yeo Hong-Cheol) | Torna         | Férfi ugrás        |
| Bronz | I Csholszung (Lee Cheol-Seung) Ju Namgju (Yu Nam-gyu) | Asztalitenisz | Férfi páros        |
| Bronz | Pak Hedzsong (Park Hae-Jeong) Ju Dzsihje (Yu Ji-Hye) | Asztalitenisz | Női páros          |
| Bronz | Cso Incshol (Jo In-Cheol) | Cselgáncs     | Férfi váltósúly    |
| Bronz | Csong Szongszuk (Jeong Seong-Suk) | Cselgáncs     | Női váltósúly      |
| Bronz | O Gjomun (O Gyo-Mun) | Íjászat       | Férfi egyéni       |

## Asztalitenisz
Férfi
| Versenyző                                              | Versenyszám | Csoportkör | Csoportkör | Nyolcaddöntő                                                    | Negyeddöntő                                                                   | Elődöntő                                                                                       | Döntő                                                                                    | Helyezés |
| Versenyző                                              | Versenyszám | Ellenfél Eredmény | Hely.      | Ellenfél Eredmény                                               | Ellenfél Eredmény                                                             | Ellenfél Eredmény                                                                              | Ellenfél Eredmény                                                                        | Helyezés |
| ------------------------------------------------------ | ----------- | --- | ---------- | --------------------------------------------------------------- | ----------------------------------------------------------------------------- | ---------------------------------------------------------------------------------------------- | ---------------------------------------------------------------------------------------- | -------- |
| Kim Thekszu (Kim Taek-su)                              | Egyes       | I csoport · Paul Langley (AUS) · 2:0 · Yi Ding (AUT) · 2:0 · Németh Károly (HUN) · 2:0 | 1.         | Kung Ling-huj (Kong Linghui) (CHN) · 21–17, 21–18, 20–22, 21–12 | Jörg Roßkopf (GER) · 21–12, 24–26, 12–21, 21–16, 24–26                        | kiesett                                                                                        | kiesett                                                                                  | 5.       |
| Ju Namgju (Yu Nam-gyu)                                 | Egyes       | N csoport · Michael Hyatt (JAM) · 2:0 · Aleksandar Karakašević (SCG) · 2:0 · Ri Gunszang (Ri Gun-sang) (PRK) · 2:0                                                                                          | 1.         | Vang Tao (Wang Tao) (CHN) · 15–21, 16–21, 9–21                  | kiesett                                                                       | kiesett                                                                                        | kiesett                                                                                  | 9.       |
| I Csholszung (Lee Cheol-Seung)                         | Egyes       | D csoport · Ilija Lupulesku (SCG) · 2:1 · Isaac Opoku (GHA) · 0:2 · Jan-Ove Waldner (SWE) · 0:2 | 3.         | kiesett                                                         | kiesett                                                                       | kiesett                                                                                        | kiesett                                                                                  | 17.      |
| I Csholszung (Lee Cheol-Seung) Ju Namgju (Yu Nam-gyu)  | Páros       | G csoport · Egyesült Államok (USA) · Jim Butler · Todd Sweeris · 2:0 · Fehéroroszország (BLR) · Uladzimir Szamszonav · Javhen Scsacinyin · 2:0 · Oroszország (RUS) · Andrej Mazunov · Dmitrij Mazunov · 2:0 | 1.         |                                                                 | Svédország (SWE) · Jan-Ove Waldner · Jörgen Persson · 21–18, 21–16, 21–17     | Kína (CHN) · Kung Ling-huj (Kong Linghui) · Liu Kuo-liang (Liu Guoliang) · 17–21, 16–21, 19–21 | Bronzmérkőzés · Németország (GER) · Jörg Roßkopf · Steffen Fetzner · 21–18, 21–12, 22–20 |          |
| Kang Hicshan (Gang Hui-chan) Kim Thekszu (Kim Taek-su) | Páros       | F csoport · Lengyelország (POL) · Andrzej Grubba · Lucjan Błaszczyk · 2:0 · Tajvan (TPE) · Csiang Peng-lung (Chiang Peng-Lung) · Vu Ven-csia (Wu Wen-Chia) · 2:0                                            | 1.         |                                                                 | Kína (CHN) · Lu Lin · Vang Tao (Wang Tao) · 12–21, 21–18, 21–18, 12–21, 12–21 | kiesett                                                                                        | kiesett                                                                                  | 5.       |

Női
| Versenyző                                            | Versenyszám | Csoportkör | Csoportkör | Nyolcaddöntő                                           | Negyeddöntő                                                                                   | Elődöntő                                                                                      | Döntő | Helyezés |
| Versenyző                                            | Versenyszám | Ellenfél Eredmény | Hely.      | Ellenfél Eredmény                                      | Ellenfél Eredmény                                                                             | Ellenfél Eredmény                                                                             | Ellenfél Eredmény | Helyezés |
| ---------------------------------------------------- | ----------- | --- | ---------- | ------------------------------------------------------ | --------------------------------------------------------------------------------------------- | --------------------------------------------------------------------------------------------- | --- | -------- |
| Pak Hedzsong (Park Hae-Jeong)                        | Egyes       | K csoport · Aida Steshenko (TKM) · 2:0 · Csen Csing (Chen Jing) (TPE) · 2:0 · Olga Nemes (GER) · 2:0                                                                                                | 1.         | Teng Ja-ping (Deng Yaping) (CHN) · 14–21, 19–21, 22–24 | kiesett                                                                                       | kiesett                                                                                       | kiesett | 9.       |
| Pak Kjonge (Park Gyeong-ae)                          | Egyes       | F csoport · Gerdie Keen (NED) · 2:0 · Lijuan Geng (CAN) · 0:2 | 2.         | kiesett                                                | kiesett                                                                                       | kiesett                                                                                       | kiesett | 17.      |
| Ju Dzsihje (Yu Ji-Hye)                               | Egyes       | L csoport · Åsa Svensson (SWE) · 2:1 · Eliana González (PER) · 2:0 · Tu Dzsongsil (Tu Jong-sil) (PRK) · 0:2                                                                                         | 2.         | kiesett                                                | kiesett                                                                                       | kiesett                                                                                       | kiesett | 17.      |
| Pak Hedzsong (Park Hae-Jeong) Ju Dzsihje (Yu Ji-Hye) | Páros       | D csoport · Uganda (UGA) · Mary Musoke · June Kyakobye · 2:0 · Románia (ROU) · Emilia Elena Ciosu · Georgeta Cojocaru · 2:0 · Tajvan (TPE) · Paj Huj-jün (Bai Hui-Yun) · Hszü Csing (Xu Jing) · 2:0 | 1.         |                                                        | Oroszország (RUS) · Irina Palina · Jelena Tyimina · 23–21, 21–18, 20–22, 21–15                | Kína (CHN) · Liu Vej (Liu Wei) · Csiao Jün-ping (Qiao Yunping) · 13–21, 21–16, 20–22, 11–21   | Bronzmérkőzés · Dél-Korea (KOR) · Kim Mugjo (Kim Mu-gyo) · Pak Kjonge (Park Gyeong-ae) · 21–16, 21–8, 14–21, 21–13   |          |
| Kim Mugjo (Kim Mu-gyo) Pak Kjonge (Park Gyeong-ae)   | Páros       | H csoport · Brazília (BRA) · Lyanne Kosaka · Monica Doti · 2:0 · Horvátország (CRO) · Eldijana Aganović · Boros Tamara · 2:0 · Japán (JPN) · Jamasita-Kaizu Fumijo · Szató Rika · 2:0               | 1.         |                                                        | Hongkong (HKG) · Chan Tán-löü (Chan Tan Lui) · Chaj Pou-vá (Chai Po Wa) · 21–18, 21–13, 21–13 | Kína (CHN) · Teng Ja-ping (Deng Yaping) · Csiao Hung (Qiao Hong) · 15–21, 21–19, 15–21, 19–21 | Bronzmérkőzés · Dél-Korea (KOR) · Pak Hedzsong (Park Hae-Jeong) · Ju Dzsihje (Yu Ji-Hye) · 16–21, 8–21, 21–14, 13–21 | 4.       |

## Atlétika
Férfi
| Versenyző                   | Versenyszám | Előfutam | Előfutam | Előfutam | Negyeddöntő | Negyeddöntő | Negyeddöntő | Elődöntő | Elődöntő | Elődöntő | Döntő         | Döntő         |
| Versenyző                   | Versenyszám | Idő      | Hely.    | Össz.    | Idő         | Hely.       | Össz.       | Idő      | Hely.    | Össz.    | Idő           | Helyezés      |
| --------------------------- | ----------- | -------- | -------- | -------- | ----------- | ----------- | ----------- | -------- | -------- | -------- | ------------- | ------------- |
| Csin Szonguk (Jin Seon-Guk) | 100 m       | 10,73    | 8.       | 79.      | kiesett     | kiesett     | kiesett     | kiesett  | kiesett  | kiesett  | kiesett       | kiesett       |
| Szon Dzsuil (Son Ju-Il)     | 400 m       | 46,74    | 6.       | 41.      | kiesett     | kiesett     | kiesett     | kiesett  | kiesett  | kiesett  | kiesett       | kiesett       |
| I Bongdzsu (Lee Bong-Ju)    | Maraton     |          |          |          |             |             |             |          |          |          | 2:12:39       |               |
| Kim Ijong (Kim I-Yong)      | Maraton     |          |          |          |             |             |             |          |          |          | 2:16:17       | 12.           |
| Kim Vangi (Kim Wan-Gi)      | Maraton     |          |          |          |             |             |             |          |          |          | nem ért célba | nem ért célba |

| Versenyző                      | Versenyszám   | Selejtező             | Selejtező             | Döntő    | Döntő    |
| Versenyző                      | Versenyszám   | Eredmény              | Helyezés              | Eredmény | Helyezés |
| ------------------------------ | ------------- | --------------------- | --------------------- | -------- | -------- |
| I Dzsinthek (Lee Jin-Taek)     | Magasugrás    | 228 cm                | 9.*                   | 229 cm   | 8.       |
| Kim Thehi (Kim Tae-Hui)        | Magasugrás    | 215 cm                | 32.                   | kiesett  | kiesett  |
| Cso Hjonuk (Jo Hyeon-Uk)       | Magasugrás    | 210 cm                | 33.                   | kiesett  | kiesett  |
| kim Csholgjun (Kim Cheol-Gyun) | Rúdugrás      | 540 cm                | 24.*                  | kiesett  | kiesett  |
| Szong Hidzsun (Seong Hui-Jun)  | Távolugrás    | érvényes ugrás nélkül | érvényes ugrás nélkül | kiesett  | kiesett  |
| Cshu Gijong (Chu Gi-Yeong)     | Gerelyhajítás | 71,42 m               | 31.                   | kiesett  | kiesett  |

Női
| Versenyző                    | Versenyszám | Előfutam | Előfutam | Előfutam | Negyeddöntő | Negyeddöntő | Negyeddöntő | Elődöntő | Elődöntő | Elődöntő | Döntő         | Döntő         |
| Versenyző                    | Versenyszám | Idő      | Hely.    | Össz.    | Idő         | Hely.       | Össz.       | Idő      | Hely.    | Össz.    | Idő           | Helyezés      |
| ---------------------------- | ----------- | -------- | -------- | -------- | ----------- | ----------- | ----------- | -------- | -------- | -------- | ------------- | ------------- |
| I Jongszuk (Lee Yeong-Suk)   | 100 m       | 11,88    | 7.       | 44.      | kiesett     | kiesett     | kiesett     | kiesett  | kiesett  | kiesett  | kiesett       | kiesett       |
| O Midzsa (O Mi-Ja)           | Maraton     |          |          |          |             |             |             |          |          |          | 2:36:54       | 30.           |
| Kang Szundok (Gang Sun-Deok) | Maraton     |          |          |          |             |             |             |          |          |          | nem ért célba | nem ért célba |
| I Migjong (Lee Mi-Gyeong)    | Maraton     |          |          |          |             |             |             |          |          |          | nem ért célba | nem ért célba |

| Versenyző                     | Versenyszám   | Selejtező | Selejtező | Döntő    | Döntő    |
| Versenyző                     | Versenyszám   | Eredmény  | Helyezés  | Eredmény | Helyezés |
| ----------------------------- | ------------- | --------- | --------- | -------- | -------- |
| I Mjongszon (Lee Myeong-Seon) | Súlylökés     | 16,92 m   | 20.       | kiesett  | kiesett  |
| I Jongszon (Lee Yeong-Seon)   | Gerelyhajítás | 58,66 m   | 15.       | kiesett  | kiesett  |

* - egy másik versenyzővel azonos eredményt ért el

## Baseball
| Dél-koreai férfi baseballcsapat-játékoskeret | Dél-koreai férfi baseballcsapat-játékoskeret |
| --- | --- |
| - Szon Minhan (Son Min-Han) - Kim Szugvan (Kim Su-Gwan) - Pe Dzsehjo (Bae Jae-Hyo) - Cso Inszong (Jo In-Seong) - Kang Hjok (Gang Hyeok) - Cso Dzsinho (Jo Jin-Ho) - Csin Gabjong (Jin Gap-Yong) - Cso Gjonghvan (Jo Gyeong-Hwan) - I Donguk (Lee Dong-Uk) - Kang Philszon (Gang Pil-Seon) | - Im Szondong (Im Seon-Dong) - I Bjonggju (Lee Byeong-Gyu) - O Csholmin (O Cheol-Min) - Cson Szungnam (Jeon Seung-Nam) - Kim Yeong-Su (Kim Jongszu) - Mun Donghvan (Mun Dong-Hwan) - Na Manho (Na Man-Ho) - An Hibong (An Hui-Bong) - kim Szonu (Kim Seon-U) - Cshe Dzsongguk (Chae Jong-Guk) |

### Eredmények
Csoportkör
| Csapat           | M | Gy | V | P+ | P– | Pk  |
| ---------------- | - | -- | - | -- | -- | --- |
| Kuba             | 7 | 7  | 0 | 97 | 49 | +48 |
| Egyesült Államok | 7 | 6  | 1 | 81 | 27 | +54 |
| Japán            | 7 | 4  | 3 | 69 | 45 | +24 |
| Nicaragua        | 7 | 4  | 3 | 44 | 30 | +14 |
| Hollandia        | 7 | 2  | 5 | 32 | 76 | –44 |
| Olaszország      | 7 | 2  | 5 | 33 | 71 | –38 |
| Ausztrália       | 7 | 2  | 5 | 47 | 86 | –39 |
| Dél-Korea        | 7 | 1  | 6 | 40 | 59 | –19 |

| 1996. július 21. |  | Dél-Korea (KOR) | 1–2 | Olaszország |  |  |
| 1996. július 21. |  |                 |     |             |  |  |

| 1996. július 22. |  | Dél-Korea (KOR) | 2–7 | Egyesült Államok |  |  |
| 1996. július 22. |  |                 |     |                  |  |  |

| 1996. július 23. |  | Nicaragua (NCA) | 8–3 | Dél-Korea |  |  |
| 1996. július 23. |  |                 |     |           |  |  |

| 1996. július 24. |  | Kuba (CUB) | 14–11 | Dél-Korea |  |  |
| 1996. július 24. |  |            |       |           |  |  |

| 1996. július 28. |  | Hollandia (NED) | 3–11 | Dél-Korea |  |  |
| 1996. július 28. |  |                 |      |           |  |  |

| 1996. július 29. |  | Dél-Korea (KOR) | 4–14 | Japán |  |  |
| 1996. július 29. |  |                 |      |       |  |  |

| 1996. július 30. |  | Ausztrália (AUS) | 11–8 | Dél-Korea |  |  |
| 1996. július 30. |  |                  |      |           |  |  |

| Csapat    | Helyezés |
| --------- | -------- |
| Dél-Korea | 8.       |

## Birkózás
Kötöttfogású
| Versenyző                        | Versenyszám | 32-es főtábla                  | Nyolcaddöntő                      | Negyeddöntő                       | Elődöntő                       | Vigaszág 2. kör              | Vigaszág 3. kör                | Vigaszág 4. kör               | Vigaszág 5. kör   | Vigaszág 6. kör   | Bronz- mérkőzés                              | Döntő                          | Helyezés |
| Versenyző                        | Versenyszám | Ellenfél Eredmény              | Ellenfél Eredmény                 | Ellenfél Eredmény                 | Ellenfél Eredmény              | Ellenfél Eredmény            | Ellenfél Eredmény              | Ellenfél Eredmény             | Ellenfél Eredmény | Ellenfél Eredmény | Ellenfél Eredmény                            | Ellenfél Eredmény              | Helyezés |
| -------------------------------- | ----------- | ------------------------------ | --------------------------------- | --------------------------------- | ------------------------------ | ---------------------------- | ------------------------------ | ----------------------------- | ----------------- | ----------------- | -------------------------------------------- | ------------------------------ | -------- |
| Sim Gvonho (Sim Gwon-Ho)         | 48 kg       | erőnyerő                       | Zafar Gulijev (RUS) · 2–1         | Joánisz Angakadzanian (GRE) · 4–1 | Gela P'ap'ashvili (GEO) · 11–0 |                              |                                |                               |                   |                   |                                              | Aljakszandr Pavlav (BLR) · 4–0 |          |
| Ha Thejon (Ha Tae-Yeon)          | 52 kg       | Pappu Dzsadav (IND) · 10–0     | Armen Nazarjan (ARM) · 2–12       |                                   |                                |                              | Háled el-Farezs (SYR) · 10–0   | Dariusz Jabłoński (POL) · 2–3 |                   |                   | A 7. helyért · Dariusz Jabłoński (POL) · 3–2 |                                | 7.       |
| Pak Cshiho (Park Chi-Ho)         | 57 kg       | Nisimi Kenkicsi (JPN) · 17–6   | Dennis Hall (USA) · 2–3           |                                   |                                |                              | Aigars Jansons (LAT) · 2–9     | kiesett                       | kiesett           | kiesett           | kiesett                                      |                                | 11.      |
| Cshö Szangszon (Choi Sang-Seon)  | 62 kg       | Szergej Martinov (RUS) · 0–3   |                                   |                                   |                                | Ainsley Robinson (CAN) · 7–0 | Bakhodir Kurbanov (UZB) · 11–1 | Mhitar Manoukjan (ARM) · 0–5  | kiesett           | kiesett           | kiesett                                      |                                | 9.       |
| Kim Jongil (Kim Yeong-Il)        | 68 kg       | Kamandar Madzsidav (BLR) · 1–3 |                                   |                                   |                                | Rusztam Adzsi (UKR) · 1–2    | kiesett                        | kiesett                       | kiesett           | kiesett           | kiesett                                      |                                | 18.      |
| Kim Dzsinszu (Kim Jin-Su)        | 74 kg       | Torbjörn Kornbakk (SWE) · 11–0 | Mnacakan Iszkandarjan (RUS) · 0–4 |                                   |                                |                              | Marty Morgan (USA) · 3–2       | Sztojan Sztojanov (BUL) · 0–5 | kiesett           | kiesett           | kiesett                                      |                                | 7.       |
| Pak Mjongszok (Park Myeong-Seok) | 82 kg       | Anton Arghira (ROU) · 5–3      | Gotcha Tsitsiashvili (ISR) · 1–4  |                                   |                                |                              | Szergej Cvir (RUS) · 0–11      | kiesett                       | kiesett           | kiesett           | kiesett                                      |                                | 14.      |
| Om Dzsinhan (Eom Jin-han)        | 90 kg       | Reynaldo Peña (CUB) · 1–2      |                                   |                                   |                                | Gogi Koguasvili (RUS) · 0–4  | kiesett                        | kiesett                       | kiesett           | kiesett           | kiesett                                      |                                | 20.      |

Szabadfogású
| Versenyző                        | Versenyszám | 32-es főtábla                    | Nyolcaddöntő                             | Negyeddöntő                 | Elődöntő                       | Vigaszág 2. kör                  | Vigaszág 3. kör   | Vigaszág 4. kör   | Vigaszág 5. kör          | Vigaszág 6. kör            | Bronz- mérkőzés                                          | Döntő                             | Helyezés |
| Versenyző                        | Versenyszám | Ellenfél Eredmény                | Ellenfél Eredmény                        | Ellenfél Eredmény           | Ellenfél Eredmény              | Ellenfél Eredmény                | Ellenfél Eredmény | Ellenfél Eredmény | Ellenfél Eredmény        | Ellenfél Eredmény          | Ellenfél Eredmény                                        | Ellenfél Eredmény                 | Helyezés |
| -------------------------------- | ----------- | -------------------------------- | ---------------------------------------- | --------------------------- | ------------------------------ | -------------------------------- | ----------------- | ----------------- | ------------------------ | -------------------------- | -------------------------------------------------------- | --------------------------------- | -------- |
| Csong Szunvon (Jeong Sun-Won)    | 48 kg       | Vlagyimir Torgovkin (KGZ) · 11–0 | Luvsan–Ishiin Sergelenbaatar (MGL) · 3–1 | erőnyerő                    | Kim Il (PRK) · 1–3             |                                  |                   |                   |                          | Vugar Orudzsov (RUS) · 1–5 | Az 5. helyért · Vitalie Railean (MDA) · 4–0              |                                   | 5.       |
| Csang Dzseszong (Jang Jae-Seong) | 62 kg       | Arút Parszekián (CYP) · 5–2      | Enrique Cubas (PER) · 3–0                | Elbrusz Tedejev (UKR) · 3–1 | Giovanni Schillaci (ITA) · 1–1 |                                  |                   |                   |                          |                            |                                                          | Tom Brands (USA) · 0–7            |          |
| Hvang Szangho (Hwang Sang-Ho)    | 68 kg       | Paulo Ibire (ARG) · 7–0          | Elşad Allahverdiyev (AZE) · 5–3          | erőnyerő                    | Vagyim Bogijev (RUS) · 2–3     |                                  |                   |                   |                          | Zaza Zazirov (UKR) · 0–7   | Az 5. helyért · Arajik Gevorgjan (ARM) · mérkőzés nélkül |                                   | 6.       |
| Pak Csangszun (Park Jang-Sun)    | 74 kg       | Məmmədsalam Haciyev (AZE) · 4–1  | Victor Peicov (MDA) · 3–0                | Óta Takuja (JPN) · 5–0      | Plamen Paszkalev (BUL) · 5–3   |                                  |                   |                   |                          |                            |                                                          | Buvajszar Szajtyijev (RUS) · 0–5  |          |
| Jang Hjongmo (Yang Hyeong-Mo)    | 82 kg       | erőnyerő                         | Jokojama Hidekazu (JPN) · 4–2            | Dvorák László (HUN) · 2–0   | Elmagyi Zsabrailov (KAZ) · 3–2 |                                  |                   |                   |                          |                            |                                                          | Hadzsimurat Magomedov (RUS) · 1–2 |          |
| Kim Ikhi (Kim Ik-Hui)            | 90 kg       | Bacsa Péter (HUN) · 2–1          | Eldar Kurtanidze (GEO) · 3–2             | Jozef Lohyňa (SVK) · 0–3    |                                |                                  |                   | erőnyerő          | Victor Kodei (NGR) · 0–7 |                            | A 7. helyért · Melvin Douglas (USA) · 0–6                |                                   | 8.       |
| Kim Theu (Kim Tae-U)             | 100 kg      | Wilfredo Morales (CUB) · 0–6     |                                          |                             |                                | Szjarhej Kavalevszki (BLR) · 1–3 | kiesett           | kiesett           | kiesett                  | kiesett                    | kiesett                                                  |                                   | 17.      |

## Cselgáncs
Férfi
| Versenyző                     | Versenyszám  | Selejtező         | 32-es főtábla                   | Nyolcaddöntő                   | Negyeddöntő                  | Elődöntő                     | Vigaszág első kör | Vigaszág negyeddöntő    | Vigaszág elődöntő | Bronz- mérkőzés          | Döntő                       | Helyezés |
| Versenyző                     | Versenyszám  | Ellenfél Eredmény | Ellenfél Eredmény               | Ellenfél Eredmény              | Ellenfél Eredmény            | Ellenfél Eredmény            | Ellenfél Eredmény | Ellenfél Eredmény       | Ellenfél Eredmény | Ellenfél Eredmény        | Ellenfél Eredmény           | Helyezés |
| ----------------------------- | ------------ | ----------------- | ------------------------------- | ------------------------------ | ---------------------------- | ---------------------------- | ----------------- | ----------------------- | ----------------- | ------------------------ | --------------------------- | -------- |
| Kim Dzsongvon (Kim Jong-Won)  | Légsúly      | erőnyerő          | Manolo Poulot (CUB) · GY        | Nacik Bahirav (BLR) · GY       | Richard Trautmann (GER) · V  |                              |                   | Nacik Bahirav (BLR) · V | kiesett           | kiesett                  |                             | 9.       |
| I Szonghun (Lee Seong-Hun)    | Harmatsúly   | erőnyerő          | Bektaş Demirel (TUR) · GY       | Henrique Guimarães (BRA) · V   | kiesett                      | kiesett                      |                   |                         |                   |                          |                             | 17.      |
| Kvak Teszong (Gwak Dae-Seong) | Könnyűsúly   | erőnyerő          | David Kouassi (CIV) · GY        | Amir Ghomi (IRI) · GY          | Andrey Shturbabin (UZB) · GY | Sebastian Pereira (BRA) · GY |                   |                         |                   |                          | Nakamura Kenzó (JPN) · V    |          |
| Cso Incshol (Jo In-Cheol)     | Váltósúly    | erőnyerő          | Oleg Cretu (MDA) · GY           | Soso Lip'art'eliani (GEO) · GY | Vladimir Shmakov (UZB) · GY  | Koga Tosihiko (JPN) · V      |                   |                         |                   | Gastón García (ARG) · GY |                             |          |
| Cson Gijong (Jeon Gi-Yeong)   | Középsúly    | erőnyerő          | Mark Huizinga (NED) · GY        | Serge Biwole Abolo (CMR) · GY  | Yosvany Despaigne (CUB) · GY | Marko Spittka (GER) · GY     |                   |                         |                   |                          | Armen Bagdasarov (UZB) · GY |          |
| Kim Minszu (Kim Min-su)       | Félnehézsúly | erőnyerő          | Vernharð Þorleifsson (ISL) · GY | Dmitrij Szergejev (RUS) · GY   | Ben Sonnemans (NED) · GY     | Stéphane Traineau (FRA) · GY |                   |                         |                   |                          | Paweł Nastula (POL) · V     |          |

Női
| Versenyző                         | Versenyszám | Selejtező                    | Nyolcaddöntő                                 | Negyeddöntő                 | Elődöntő                    | Vigaszág első kör    | Vigaszág negyeddöntő     | Vigaszág elődöntő         | Bronz- mérkőzés      | Döntő                          | Helyezés |
| Versenyző                         | Versenyszám | Ellenfél Eredmény            | Ellenfél Eredmény                            | Ellenfél Eredmény           | Ellenfél Eredmény           | Ellenfél Eredmény    | Ellenfél Eredmény        | Ellenfél Eredmény         | Ellenfél Eredmény    | Ellenfél Eredmény              | Helyezés |
| --------------------------------- | ----------- | ---------------------------- | -------------------------------------------- | --------------------------- | --------------------------- | -------------------- | ------------------------ | ------------------------- | -------------------- | ------------------------------ | -------- |
| Hjon Szukhi (Hyeon Suk-Hui)       | Harmatsúly  | Alessandra Giungi (ITA) · GY | Ceng Hsziao-fen (Tseng Hsiao-Fen) (TPE) · GY | Carolina Mariani (ARG) · GY | Legna Verdecia (CUB) · GY   |                      |                          |                           |                      | Marie-Claire Restoux (FRA) · V |          |
| Csong Szonjong (Jeong Seon-Yong)  | Könnyűsúly  | erőnyerő                     | Marisabel Lomba (BEL) · GY                   | Mizogucsi Noriko (JPN) · GY | Isabel Fernández (ESP) · GY |                      |                          |                           |                      | Driulys González (CUB) · V     |          |
| Csong Szongszuk (Jeong Seong-Suk) | Váltósúly   | Susann Singer (GER) · GY     | Laurie Pace (MLT) · GY                       | İlknur Kobaş (TUR) · GY     | Gella Vandecaveye (BEL) · V |                      |                          |                           | Yael Arad (ISR) · GY |                                |          |
| Cso Minszon (Jo Min-Seon)         | Középsúly   | Rosicléia Campos (BRA) · GY  | Vang Hszien-po (Wang Xianbo) (CHN) · GY      | Dulce Piña (DOM) · GY       | Claudia Zwiers (NED) · GY   |                      |                          |                           |                      | Aneta Szczepańska (POL) · GY   |          |
| Szon Hjonmi (Son Hyeon-Mi)        | Nehézsúly   | erőnyerő                     | Estela Rodríguez (CUB) · V                   |                             |                             | Sáh Kohli (IND) · GY | Nancy Filteau (CAN) · GY | Christine Cicot (FRA) · V | kiesett              |                                | 7.       |

## Evezés
Férfi
| Versenyző                         | Versenyszám  | Előfutam | Előfutam | 1. vigaszág | 1. vigaszág | 2. vigaszág | 2. vigaszág | Elődöntő | Elődöntő | Elődöntő | Döntő   | Döntő   | Döntő   | Helyezés |
| Versenyző                         | Versenyszám  | Idő      | Hely.    | Idő         | Hely.       | Idő         | Hely.       | Típus    | Idő      | Hely.    | Típus   | Idő     | Hely.   | Helyezés |
| --------------------------------- | ------------ | -------- | -------- | ----------- | ----------- | ----------- | ----------- | -------- | -------- | -------- | ------- | ------- | ------- | -------- |
| I Inszu (Lee In-Su) I Ho (Lee Ho) | Kétpárevezős | 7:11,56  | 5.       | 7:09,71     | 4.          | 7:05,08     | 4.          | kiesett  | kiesett  | kiesett  | kiesett | kiesett | kiesett | 19.      |

Női
| Versenyző                                                   | Versenyszám  | Előfutam | Előfutam | Vigaszág | Vigaszág | Elődöntő | Elődöntő | Elődöntő | Döntő   | Döntő   | Döntő   | Helyezés |
| Versenyző                                                   | Versenyszám  | Idő      | Hely.    | Idő      | Hely.    | Típus    | Idő      | Hely.    | Típus   | Idő     | Hely.   | Helyezés |
| ----------------------------------------------------------- | ------------ | -------- | -------- | -------- | -------- | -------- | -------- | -------- | ------- | ------- | ------- | -------- |
| Min Bjongszun (Min Byeong-Sun) Pak Jongdzsa (Park Yeong-Ja) | Kétpárevezős | 8:34,55  | 5.       | 8:44,34  | 5.       | kiesett  | kiesett  | kiesett  | kiesett | kiesett | kiesett | 14.      |

## Gyeplabda

### Férfi
| Dél-koreai férfi gyeplabdacsapat-játékoskeret | Dél-koreai férfi gyeplabdacsapat-játékoskeret |
| --- | --- |
| - Ku Dzsinszu (Gu Jin-Su) - Sin Szokkjo (Sin Seok-Gyo) - Han Bjongguk (Han Byeong-Guk) - Ju Mjonggun (Yu Myeong-Gun) - Cso Mjongdzsun (Jo Myeong-Jun) - Cson Dzsongha (Jeon Jong-Ha) - Ju Szungdzsin (Yu Seung-Jin) - Pak Sinhung (Park Sin-Heung) | - Kang Gonuk (Gang Geon-Uk) - Kim Dzsongi (Kim Jong-I) - Csong Jonggjun (Jeong Yong-Gyun) - Szong Szongthe (Song Seong-Tae) - Kim Jongbe (Kim Yong-Bae) - Hong Gjongszop (Hong Gyeong-Seop) - Kim Jonggü (Kim Yeong-Gwi) - Kim Jun (Kim Yun) |

#### Eredmények
Csoportkör
B csoport
| Csapat                        | M | Gy | D | V | G+ | G– | Gk | P |
| ----------------------------- | - | -- | - | - | -- | -- | -- | - |
| Hollandia (NED)               | 5 | 4  | 1 | 0 | 14 | 6  | +8 | 9 |
| Ausztrália (AUS)              | 5 | 3  | 1 | 1 | 13 | 7  | +6 | 7 |
| Nagy-Britannia (GBR)          | 5 | 1  | 3 | 1 | 8  | 8  | 0  | 5 |
| Dél-Korea (KOR)               | 5 | 1  | 2 | 2 | 12 | 13 | –1 | 4 |
| Dél-afrikai Köztársaság (RSA) | 5 | 0  | 3 | 2 | 7  | 12 | –5 | 3 |
| Malajzia (MAS)                | 5 | 0  | 2 | 3 | 7  | 15 | –8 | 2 |

| 1996. július 21. 17:30 | Nagy-Britannia (GBR) | 2–2   | Dél-Korea (KOR)                                                  | Játékvezetők: Henrik Ehlers (DEN), Szana Kijosi (JPN) |
| 1996. július 21. 17:30 | Giles 31', 50'       | (1–1) | Kang Gonuk (Gang Geon-Uk) 35' · Pak Sinhung (Park Sin-Heung) 68' | Játékvezetők: Henrik Ehlers (DEN), Szana Kijosi (JPN) |

| 1996. július 23. 20:00 | Ausztrália (AUS)                    | 3–2   | Dél-Korea (KOR)                                                  | Játékvezetők: Eduardo Ruiz (ARG), Ray O’Connor (IRL) |
| 1996. július 23. 20:00 | Davies 6' · Gaudoin 32' · Stacy 64' | (2–2) | Pak Sinhung (Park Sin-Heung) 9' · Sin Szokkjo (Sin Seok-Gyo) 19' | Játékvezetők: Eduardo Ruiz (ARG), Ray O’Connor (IRL) |

| 1996. július 25. 09:00 | Dél-Korea (KOR)                                                                                    | 3–3   | Dél-afrikai Köztársaság (RSA)  | Játékvezetők: Henrik Ehlers (DEN), Richard Wolter (GER) |
| 1996. július 25. 09:00 | Pak Sinhung (Park Sin-Heung) 27' · Sin Szokkjo (Sin Seok-Gyo) 51' · Kim Jonggü (Kim Yeong-Gwi) 60' | (1–0) | Nicol 55', 68' · G. Fulton 67' | Játékvezetők: Henrik Ehlers (DEN), Richard Wolter (GER) |

| 1996. július 27. 20:00 | Hollandia (NED)                          | 3–1   | Dél-Korea (KOR)                | Játékvezetők: Roger St. Rose (TRI), Henrik Ehlers (DEN) |
| 1996. július 27. 20:00 | van den Honert 47', 55' · de Nooijer 58' | (0–1) | Kim Jonggü (Kim Yeong-Gwi) 19' | Játékvezetők: Roger St. Rose (TRI), Henrik Ehlers (DEN) |

| 1996. július 29. 17:30 | Malajzia (MAS)                | 2–4   | Dél-Korea (KOR)                                                                                      | Játékvezetők: Steve Horgan (USA), Eduardo Ruiz (ARG) |
| 1996. július 29. 17:30 | Nasir-ud-Din 60' · Nawawi 64' | (0–1) | Kang Gonuk (Gang Geon-Uk) 16', 40' · Pak Sinhung (Park Sin-Heung) 39' · Kim Dzsongi (Kim Jong-I) 49' | Játékvezetők: Steve Horgan (USA), Eduardo Ruiz (ARG) |

Az 5–8. helyért
| 1996. július 31. 11:00 | India (IND)                                            | 3–3 (h. u.) | Dél-Korea (KOR)                                                       | Játékvezetők: Guillaume Langle (FRA), Steve Horgan (USA) |
| 1996. július 31. 11:00 | Szingh Greval 14' · Ferreira 39' · Kumár Nandanúri 42' | (2–1, 3–3)  | Sin Szokkjo (Sin Seok-Gyo) 22' 66' · Pak Sinhung (Park Sin-Heung) 49' | Játékvezetők: Guillaume Langle (FRA), Steve Horgan (USA) |
| 1996. július 31. 11:00 | Büntetőpárbaj:                                         |             |                                                                       | Játékvezetők: Guillaume Langle (FRA), Steve Horgan (USA) |
| 1996. július 31. 11:00 | 3–5                                                    |             |                                                                       | Játékvezetők: Guillaume Langle (FRA), Steve Horgan (USA) |

Az 5. helyért
| 1996. augusztus 2. 08:30 | Dél-Korea (KOR)                                                                                        | 3–1   | Pakisztán (PAK) | Játékvezetők: Craig Madden (GBR), Richard Wolter (GER) |
| 1996. augusztus 2. 08:30 | Cson Dzsongha (Jeon Jong-Ha) 6' · Sin Szokkjo (Sin Seok-Gyo) 35' · Szong Szongthe (Song Seong-Tae) 68' | (2–1) | Ashraf 7'       | Játékvezetők: Craig Madden (GBR), Richard Wolter (GER) |

| Csapat          | Helyezés |
| --------------- | -------- |
| Dél-Korea (KOR) | 5.       |

### Női
| Dél-koreai női gyeplabdacsapat-játékoskeret | Dél-koreai női gyeplabdacsapat-játékoskeret |
| --- | --- |
| - Ju Dzseszuk (Yu Je-Suk) - Cshö Ungjong (Choi Eun-Gyeong) - Cso Undzsong (Jo Eun-Jeong) - O Szungsin (O Seung-Sin) - Im Dzsongszuk (Im Jeong-Suk) - Kim Mjongok (Kim Myeong-ok) - Csang Undzsong (Jang Eun-Jeong) - I Dzsijong (Lee Ji-yeong) | - I Ungjong - Kvon Szuhjon (Gwon Su-hyeon) - U Hjondzsong (U Hyeon-jeong) - Cshö Miszun (Choi Mi-sun) - I Unjong (Lee Eun-yeong) - Cson Jongszon (Jeon Yeong-seon) - Kvon Cshangszuk (Gwon Chang-suk) - Csin Dokszan (Jin Deok-san) |

#### Eredmények
Csoportkör
| Csapat                 | M | Gy | D | V | G+ | G– | Gk  | P  |
| ---------------------- | - | -- | - | - | -- | -- | --- | -- |
| Ausztrália (AUS)       | 7 | 6  | 1 | 0 | 24 | 4  | +20 | 13 |
| Dél-Korea (KOR)        | 7 | 4  | 2 | 1 | 18 | 9  | +9  | 10 |
| Nagy-Britannia (GBR)   | 7 | 3  | 2 | 2 | 12 | 11 | +1  | 8  |
| Hollandia (NED)        | 7 | 3  | 2 | 2 | 15 | 15 | 0   | 8  |
| Egyesült Államok (USA) | 7 | 2  | 2 | 3 | 8  | 11 | –3  | 6  |
| Németország (GER)      | 7 | 2  | 1 | 4 | 10 | 11 | –1  | 5  |
| Argentína (ARG)        | 7 | 2  | 1 | 4 | 7  | 21 | –14 | 5  |
| Spanyolország (ESP)    | 7 | 0  | 1 | 6 | 5  | 17 | –12 | 1  |

| 1996. július 20. 20:00 | Dél-Korea (KOR)                                                                  | 5–0   | Nagy-Britannia (GBR) | Játékvezetők: Margaret Lanning (CAN), Carola Heinrichs (GER) |
| 1996. július 20. 20:00 | Cso Undzsong 22', 70' · Cshö Miszun 43' · Kvon Cshangszuk 46' · Kvon Szuhjon 67' | (1–0) |                      | Játékvezetők: Margaret Lanning (CAN), Carola Heinrichs (GER) |

| 1996. július 22. 11:00 | Egyesült Államok (USA)               | 3–2   | Dél-Korea (KOR)                    | Játékvezetők: Margaret Lanning (CAN), Kató Naomi (JPN) |
| 1996. július 22. 11:00 | Fuchs 5' · Pankratz 25' · Marois 70' | (2–0) | Csang Undzsong 49' · I Ungjong 62' | Játékvezetők: Margaret Lanning (CAN), Kató Naomi (JPN) |

| 1996. július 23. 17:30 | Hollandia (NED) | 1–3   | Dél-Korea (KOR)                            | Játékvezetők: Renée Chatas (USA), Gill Clarke (GBR) |
| 1996. július 23. 17:30 | de Ruiter 52'   | (0–0) | Csang Undzsong 40', 63' · Cso Undzsong 44' | Játékvezetők: Renée Chatas (USA), Gill Clarke (GBR) |

| 1996. július 25. 17:30 | Ausztrália (AUS)                       | 3–3   | Dél-Korea (KOR)                            | Játékvezetők: Angela Lario Ruiz (ESP), Gill Clarke (GBR) |
| 1996. július 25. 17:30 | Annan 32' · Morris 35' · K. Powell 70' | (2–0) | Csang Undzsong 39', 47' · Cso Undzsong 60' | Játékvezetők: Angela Lario Ruiz (ESP), Gill Clarke (GBR) |

| 1996. július 27. 09:00 | Spanyolország (ESP) | 0–2   | Dél-Korea (KOR)                    | Játékvezetők: Carola Heinrichs (GER), Peri Buckley (AUS) |
| 1996. július 27. 09:00 |                     | (0–1) | Csang Undzsong 25' · I Ungjong 48' | Játékvezetők: Carola Heinrichs (GER), Peri Buckley (AUS) |

| 1996. július 28. 20:00 | Argentína (ARG)              | 2–2   | Dél-Korea (KOR)                       | Játékvezetők: Margaret Lanning (CAN), Renée Chatas (USA) |
| 1996. július 28. 20:00 | MacKenzie 10' · Castelli 16' | (2–1) | Cso Undzsong 33' · Csang Undzsong 46' | Játékvezetők: Margaret Lanning (CAN), Renée Chatas (USA) |

| 1996. július 30. 11:00 | Németország (GER) | 0–1   | Dél-Korea (KOR)    | Játékvezetők: Gina Spitaleri (ITA), Kató Naomi (JPN) |
| 1996. július 30. 11:00 |                   | (0–1) | Csang Undzsong 31' | Játékvezetők: Gina Spitaleri (ITA), Kató Naomi (JPN) |

Döntő
| 1996. augusztus 1. 19:30 | Ausztrália (AUS)            | 3–1   | Dél-Korea (KOR)  | Játékvezetők: Miram van Gemert (NED), Gill Clarke (GBR) |
| 1996. augusztus 1. 19:30 | Annan 14', 44' · Powell 63' | (1–1) | Cso Undzsong 30' | Játékvezetők: Miram van Gemert (NED), Gill Clarke (GBR) |

| Csapat          | Helyezés |
| --------------- | -------- |
| Dél-Korea (KOR) |          |

## Íjászat
Férfi
| Versenyző                                                               | Versenyszám | Selejtező | Selejtező | 64-es főtábla                            | 32-es főtábla                        | Nyolcaddöntő                           | Negyeddöntő                                                                          | Elődöntő                                                                          | Döntő                                                                            | Helyezés |
| Versenyző                                                               | Versenyszám | Pont      | Kiemelt   | Ellenfél Eredmény                        | Ellenfél Eredmény                    | Ellenfél Eredmény                      | Ellenfél Eredmény                                                                    | Ellenfél Eredmény                                                                 | Ellenfél Eredmény                                                                | Helyezés |
| ----------------------------------------------------------------------- | ----------- | --------- | --------- | ---------------------------------------- | ------------------------------------ | -------------------------------------- | ------------------------------------------------------------------------------------ | --------------------------------------------------------------------------------- | -------------------------------------------------------------------------------- | -------- |
| O Gjomun (O Gyo-Mun)                                                    | Egyéni      | 681       | 3.        | Sztefan Mljakov (BUL) (62.) · 162–156    | Paweł Szymczak (POL) (30.) · 169–154 | Martinius Grov (NOR) (19.) · 167–159   | Kim Boram (Kim Bo-Ram) (KOR) (11.) · 114–113                                         | Magnus Petersson (SWE) (7.) · 109–112                                             | Bronzmérkőzés · Paul Vermeiren (BEL) (21.) · 115–110                             |          |
| Kim Boram (Kim Bo-Ram)                                                  | Egyéni      | 668       | 11.       | Jeannot Robitaille (CAN) (54.) · 168–160 | Mikael Larsson (SWE) (22.) · 166–160 | Tomi Poikolainen (FIN) (38.) · 162–160 | O Gjomun (O Gyo-Mun) (KOR) (3.) · 113–114                                            | kiesett                                                                           | kiesett                                                                          | 5.       |
| Csang Jongho (Jang Yong-Ho)                                             | Egyéni      | 682       | 2.        | Paolo Tura (SMR) (63.) · 164–141         | Keith Hanlon (IRL) (34.) · 165–159   | Butch Johnson (USA) (15.) · 162–160    | Magnus Petersson (SWE) (7.) · 108–111                                                | kiesett                                                                           | kiesett                                                                          | 7.       |
| Csang Jongho (Jang Yong-Ho) Kim Boram (Kim Bo-Ram) O Gjomun (O Gyo-Mun) | Csapat      | 682       | 1.        |                                          |                                      | erőnyerő                               | Szlovénia (SLO) · Peter Koprivnikar · Matevž Krumpeštar · Samo Medved (8.) · 251–249 | Ausztrália (AUS) · Simon Fairweather · Jackson Fear · Matthew Gray (4.) · 250–234 | Egyesült Államok (USA) · Justin Huish · Butch Johnson · Rod White (3.) · 249–251 |          |

Női
| Versenyző                                                                         | Versenyszám | Selejtező | Selejtező | 64-es főtábla                                      | 32-es főtábla                                 | Nyolcaddöntő                                     | Negyeddöntő                                                                                      | Elődöntő | Döntő                                                                                       | Helyezés |
| Versenyző                                                                         | Versenyszám | Pont      | Kiemelt   | Ellenfél Eredmény                                  | Ellenfél Eredmény                             | Ellenfél Eredmény                                | Ellenfél Eredmény                                                                                | Ellenfél Eredmény                                                                                           | Ellenfél Eredmény                                                                           | Helyezés |
| --------------------------------------------------------------------------------- | ----------- | --------- | --------- | -------------------------------------------------- | --------------------------------------------- | ------------------------------------------------ | ------------------------------------------------------------------------------------------------ | --- | ------------------------------------------------------------------------------------------- | -------- |
| Kim Gjonguk (Kim Gyeong-Uk)                                                       | Egyéni      | 661       | 8.        | Iwona Dzięcioł-Marcinkiewicz (POL) (57.) · 164–158 | Séverine Bonal (FRA) (40.) · 159–153          | Jun Hjejong (Yun Hye-Yeong) (KOR) (9.) · 165–164 | Vang Hsziao-csu (Wang Xiaozhu) (CHN) (32.) · 106–103                                             | Olena Szadovnicsa (UKR) (5.) · 111–109                                                                      | Ho Jing (He Ying) (CHN) (2.) · 113–107                                                      |          |
| Kim Dzsoszun (Kim Jo-Sun)                                                         | Egyéni      | 663       | 4.        | Nadejda Palovandova (MDA) (61.) · 163–153          | Marisol Bréton (MEX) (29.) · 158–157          | Margarita Galinovszkaja (RUS) (20.) · 164–157    | Olena Szadovnicsa (UKR) (5.) · 105–108                                                           | kiesett | kiesett                                                                                     | 6.       |
| Jun Hjejong (Yun Hye-Yeong)                                                       | Egyéni      | 660       | 9.        | Leanda Hendricks (RSA) (56.) · 165–138             | Lin Ja-hua (Lin Ya-Hua) (TPE) (41.) · 167–155 | Kim Gjonguk (Kim Gyeong-Uk) (KOR) (8.) · 164–165 | kiesett                                                                                          | kiesett | kiesett                                                                                     | 9.       |
| Kim Dzsoszun (Kim Jo-Sun) Kim Gjonguk (Kim Gyeong-Uk) Jun Hjejong (Yun Hye-Yeong) | Csapat      | 663       | 1.        |                                                    |                                               | erőnyerő                                         | Svédország (SWE) · Christa Bäckman · Kristina Persson-Nordlander · Jenny Sjöwall (12.) · 249–226 | Lengyelország (POL) · Iwona Dzięcioł-Marcinkiewicz · Katarzyna Klata · Joanna Nowicka-Kwaśna (9.) · 245–237 | Németország (GER) · Barbara Mensing · Cornelia Pfohl · Sandra Wagner-Sachse (11.) · 245–235 |          |

## Kajak-kenu

### Síkvízi
Férfi
| Versenyző                                                     | Versenyszám        | Előfutam | Előfutam | Előfutam | Vigaszág | Vigaszág | Vigaszág | Elődöntő | Elődöntő | Elődöntő | Döntő   | Döntő    |
| Versenyző                                                     | Versenyszám        | Idő      | Hely.    | Össz.    | Idő      | Hely.    | Össz.    | Idő      | Hely.    | Össz.    | Idő     | Helyezés |
| ------------------------------------------------------------- | ------------------ | -------- | -------- | -------- | -------- | -------- | -------- | -------- | -------- | -------- | ------- | -------- |
| Pak Cshanggju (Park Chang-Gyu) Cson Gvangnak (Jeon Gwang-Rak) | Kenu kettes 500 m  | 1:47,453 | 5.       | 12.      | 1:50,776 | 4.       | 8.       | 1:44,453 | 7.       | 11.      | kiesett | kiesett  |
| Pak Cshanggju (Park Chang-Gyu) Cson Gvangnak (Jeon Gwang-Rak) | Kenu kettes 1000 m | 4:23,961 | 6.       | 12.      |          |          |          | 3:52,044 | 6.       | 11.      | kiesett | kiesett  |

## Kerékpározás

### Országúti kerékpározás
Férfi
| Versenyző                | Versenyszám   | Idő           | Helyezés      |
| ------------------------ | ------------- | ------------- | ------------- |
| Pak Minszu (Park Min-Su) | Mezőnyverseny | nem ért célba | nem ért célba |

Női
| Versenyző                | Versenyszám   | Idő           | Helyezés      |
| ------------------------ | ------------- | ------------- | ------------- |
| Kim Jongmi (Kim Yong-Mi) | Mezőnyverseny | nem ért célba | nem ért célba |

### Pálya-kerékpározás
Sprintversenyek
| Versenyző                            | Versenyszám  | Selejtező | Selejtező | 1. forduló                     | Vigaszág                             | Vigaszág | 2. forduló           | Vigaszág               | Vigaszág | Nyolcaddöntő         | Vigaszág               | Vigaszág | Negyeddöntő          | 5–8. helyért           | 5–8. helyért | Elődöntő             | Döntő                | Helyezés |
| Versenyző                            | Versenyszám  | Idő       | Hely.     | Ellenfél Győztes idő           | Ellenfelek Győztes idő               | Hely.    | Ellenfél Győztes idő | Ellenfelek Győztes idő | Hely.    | Ellenfél Győztes idő | Ellenfelek Győztes idő | Hely.    | Ellenfél Győztes idő | Ellenfelek Győztes idő | Hely.        | Ellenfél Győztes idő | Ellenfél Győztes idő | Helyezés |
| ------------------------------------ | ------------ | --------- | --------- | ------------------------------ | ------------------------------------ | -------- | -------------------- | ---------------------- | -------- | -------------------- | ---------------------- | -------- | -------------------- | ---------------------- | ------------ | -------------------- | -------------------- | -------- |
| Hjon Bjongcshol (Hyeon Byeong-Cheol) | Férfi egyéni | 11,001    | 22.       | Marty Nothstein (USA) · 11,415 | José Antonio Escuredo (ESP) · 11,257 | 2.       | kiesett              | kiesett                | kiesett  | kiesett              | kiesett                | kiesett  | kiesett              | kiesett                | kiesett      | kiesett              | kiesett              | kiesett  |

Üldözőversenyek
| Versenyző | Versenyszám  | Selejtező | Selejtező | Negyeddöntő  | Negyeddöntő | Elődöntő     | Elődöntő  | Döntő        | Döntő     | Helyezés |
| Versenyző | Versenyszám  | Idő       | Hely.     | Ellenfél Idő | Saját idő   | Ellenfél Idő | Saját idő | Ellenfél Idő | Saját idő | Helyezés |
| --- | ------------ | --------- | --------- | ------------ | ----------- | ------------ | --------- | ------------ | --------- | -------- |
| Cson Dehung (Jeon Dae-Heung) Csong Jonghun (Jeong Yeong-Hun) Kim Dzsungmo (Kim Jung-Mo) No Jongsik (No Yeong-Sik) | Férfi csapat | 4:25,215  | 15.       | kiesett      | kiesett     | kiesett      | kiesett   | kiesett      | kiesett   | 15.      |

Időfutam
| Név                          | Versenyszám  | Idő      | Helyezés |
| ---------------------------- | ------------ | -------- | -------- |
| Hong Szokhan (Hong Seok-Han) | Férfi egyéni | 1:07,099 | 19.      |

Pontversenyek
| Név                       | Versenyszám       | Pont          | Körhátrány    | Helyezés      |
| ------------------------- | ----------------- | ------------- | ------------- | ------------- |
| Cso Hoszong (Jo Ho-Seong) | Férfi pontverseny | 14            | -1            | 8.            |
| Kim Jongmi (Kim Yong-Mi)  | Női pontverseny   | nem ért célba | nem ért célba | nem ért célba |

## Kézilabda

### Női
| Dél-koreai női kézilabdacsapat-játékoskeret | Dél-koreai női kézilabdacsapat-játékoskeret |
| --- | --- |
| - Cso Unhi (Jo Eun-Hui) - Han Szonhi (Han Seon-Hui) - Hong Dzsongho (Hong Jeong-Ho) - Ho Szunjong (Heo Sun-Yeong) - Kim Dzsongsim (Kim Jeong-Sim ) - Kim Unmi (Kim Eun-mi) - Kim Dzsongmi (Kim Jeong-mi) - Kim Misim (Kim Mi-sim) | - Kim Nang (Kim Rang) - Kvak Hjedzsong (Kwak Hye-jeong) - I Szangun (Lee Sang-eun) - Im Ogjong (Im O-gyeong) - Mun Hjangdzsa (Mun Hyang-ja) - O Szongok (Oh Seong-ok) - O Jongnan (Oh Yeong-ran) - Pak Csongnim (Park Jeong-rim) |

#### Eredmények
Csoportkör
B csoport
| Csapat            | M | Gy | D | V | G+ | G– | Gk  | P |
| ----------------- | - | -- | - | - | -- | -- | --- | - |
| Dél-Korea (KOR)   | 3 | 3  | 0 | 0 | 83 | 60 | +23 | 6 |
| Norvégia (NOR)    | 3 | 2  | 0 | 1 | 79 | 66 | +13 | 4 |
| Németország (GER) | 3 | 1  | 0 | 2 | 70 | 73 | –3  | 2 |
| Angola (ANG)      | 3 | 0  | 0 | 3 | 49 | 82 | –33 | 0 |

| 1996. július 26. 16:30 | Dél-Korea (KOR)           | 33–20   | Németország (GER) | Játékvezetők: Per Elbrond, Kjeld Lovquist (DEN) |
| 1996. július 26. 16:30 | Im Ogjong (Im O-gyeong) 7 | (17–12) | Luca, Erler 4     | Játékvezetők: Per Elbrond, Kjeld Lovquist (DEN) |
| 1996. július 26. 16:30 |                           |         |                   | Játékvezetők: Per Elbrond, Kjeld Lovquist (DEN) |

| 1996. július 28. 10:00 | Angola (ANG) | 19–25  | Dél-Korea (KOR) | Játékvezetők: Valter Dancescu, Ion Mateescu (ROU) |
| 1996. július 28. 10:00 | Webba 7      | (8–15) | három játékos 5 | Játékvezetők: Valter Dancescu, Ion Mateescu (ROU) |
| 1996. július 28. 10:00 |              |        |                 | Játékvezetők: Valter Dancescu, Ion Mateescu (ROU) |

| 1996. július 30. 14:30 | Dél-Korea (KOR)           | 25–21   | Norvégia (NOR) | Játékvezetők: Vladimir Vujnovic, Petar Mladinic (CRO) |
| 1996. július 30. 14:30 | Im Ogjong (Im O-gyeong) 9 | (12–10) | Grini 7        | Játékvezetők: Vladimir Vujnovic, Petar Mladinic (CRO) |
| 1996. július 30. 14:30 |                           |         |                | Játékvezetők: Vladimir Vujnovic, Petar Mladinic (CRO) |

Elődöntő
| 1996. augusztus 1. 16:15 | Dél-Korea (KOR)                 | 39–25   | Magyarország (HUN) | Játékvezetők: Peter Brussel, Anton van Dongen (NED) |
| 1996. augusztus 1. 16:15 | Hong Dzsongho (Hong Jeong-Ho) 9 | (19–10) | Mátéfi 5           | Játékvezetők: Peter Brussel, Anton van Dongen (NED) |
| 1996. augusztus 1. 16:15 |                                 |         |                    | Játékvezetők: Peter Brussel, Anton van Dongen (NED) |

Döntő
| 1996. augusztus 3. 17:15 | Dánia (DEN)    | 37–33 (h. u.)         | Dél-Korea (KOR)            | Játékvezetők: Hans Thomas, Jürgen Thomas (GER) |
| 1996. augusztus 3. 17:15 | A. Andersen 11 | (13–17, 29–29, 31–31) | Im Ogjong (Im O-gyeong) 15 | Játékvezetők: Hans Thomas, Jürgen Thomas (GER) |
| 1996. augusztus 3. 17:15 |                |                       |                            | Játékvezetők: Hans Thomas, Jürgen Thomas (GER) |

| Csapat          | Helyezés |
| --------------- | -------- |
| Dél-Korea (KOR) |          |

## Kosárlabda

### Férfi
| Dél-koreai férfi kosárlabdacsapat-játékoskeret | Dél-koreai férfi kosárlabdacsapat-játékoskeret |
| --- | --- |
| - I Szangmin (Lee Sang-Min) - Kang Donghi (Gang Dong-Hui) - Jang Hiszung (Yang Hui-Seung) - Hjon Dzsujop (Hyeon Ju-Yeop) - Ho Dzse (Heo Jae) - Mun Gjongun (Mun Gyeong-Eun) | - O Szongsik (O Seong-Sik) - Cso Donggi (Jo Dong-Gi) - Cson Hicshol (Jeon Hui-Cheol) - Csong Dzsegun (Jeong Jae-Geun) - Csong Gjongho (Jeong Gyeong-Ho) |

#### Eredmények
Csoportkör
B csoport
| Csapat            | M | Gy | V | P+  | P–  | Pk   | P  |
| ----------------- | - | -- | - | --- | --- | ---- | -- |
| Jugoszlávia (SCG) | 5 | 5  | 0 | 478 | 364 | +114 | 10 |
| Ausztrália (AUS)  | 5 | 4  | 1 | 492 | 438 | +54  | 9  |
| Görögország (GRE) | 5 | 3  | 2 | 402 | 416 | –14  | 8  |
| Brazília (BRA)    | 5 | 2  | 3 | 498 | 494 | +4   | 7  |
| Puerto Rico (PUR) | 5 | 1  | 4 | 447 | 465 | –18  | 6  |
| Dél-Korea (KOR)   | 5 | 0  | 5 | 422 | 562 | –140 | 5  |

| 1996. július 20. | Ausztrália (AUS)    | 111–88    | Dél-Korea (KOR)                   | Atlanta Játékvezetők: Davorin Nakic (CRO), Isida Hidetosi (JPN) |
| 1996. július 20. | (64–37) Jegyzőkönyv |           |                                   | Atlanta Játékvezetők: Davorin Nakic (CRO), Isida Hidetosi (JPN) |
| 1996. július 20. | Gaze 26             | Pont      | Csong Dzsegun (Jeong Jae-Geun) 23 | Atlanta Játékvezetők: Davorin Nakic (CRO), Isida Hidetosi (JPN) |
| 1996. július 20. | Dorge 10            | Lepattanó | Csong Dzsegun (Jeong Jae-Geun) 8  | Atlanta Játékvezetők: Davorin Nakic (CRO), Isida Hidetosi (JPN) |
| 1996. július 20. | Heal 11             | Gólpassz  | Kang Donghi (Gang Dong-Hui) 8     | Atlanta Játékvezetők: Davorin Nakic (CRO), Isida Hidetosi (JPN) |

| 1996. július 22. | Dél-Korea (KOR)                 | 86–98     | Puerto Rico (PUR) | Atlanta Játékvezetők: Roman Ryzhyk (UKR), Antonio Soares De Campos (ANG) |
| 1996. július 22. | (52–51) Jegyzőkönyv             |           |                   | Atlanta Játékvezetők: Roman Ryzhyk (UKR), Antonio Soares De Campos (ANG) |
| 1996. július 22. | Mun Gjongun (Mun Gyeong-Eun) 20 | Pont      | Ortíz 37          | Atlanta Játékvezetők: Roman Ryzhyk (UKR), Antonio Soares De Campos (ANG) |
| 1996. július 22. | Hjon Dzsujop (Hyeon Ju-Yeop) 11 | Lepattanó | Ortíz 14          | Atlanta Játékvezetők: Roman Ryzhyk (UKR), Antonio Soares De Campos (ANG) |
| 1996. július 22. | Ho Dzse (Heo Jae) 12            | Gólpassz  | Alicea 9          | Atlanta Játékvezetők: Roman Ryzhyk (UKR), Antonio Soares De Campos (ANG) |

| 1996. július 24. | Jugoszlávia (SCG)   | 118–65    | Dél-Korea (KOR)                 | Atlanta Játékvezetők: Joseph Derosa (USA), Virun Thongpila (THA) |
| 1996. július 24. | (57–28) Jegyzőkönyv |           |                                 | Atlanta Játékvezetők: Joseph Derosa (USA), Virun Thongpila (THA) |
| 1996. július 24. | Danilović 19        | Pont      | Hjon Dzsujop (Hyeon Ju-Yeop) 20 | Atlanta Játékvezetők: Joseph Derosa (USA), Virun Thongpila (THA) |
| 1996. július 24. | Divac 8             | Lepattanó | Kang Donghi (Gang Dong-Hui) 4   | Atlanta Játékvezetők: Joseph Derosa (USA), Virun Thongpila (THA) |
| 1996. július 24. | Đorđević 10         | Gólpassz  | Ho Dzse (Heo Jae) 5             | Atlanta Játékvezetők: Joseph Derosa (USA), Virun Thongpila (THA) |

| 1996. július 26. | Dél-Korea (KOR)                 | 86–108    | Görögország (GRE)      | Atlanta Játékvezetők: Romualdas Brazauskas (LTU), Cuj Ji (Cui Yi) (CHN) |
| 1996. július 26. | (44–56) Jegyzőkönyv             |           |                        | Atlanta Játékvezetők: Romualdas Brazauskas (LTU), Cuj Ji (Cui Yi) (CHN) |
| 1996. július 26. | Hjon Dzsujop (Hyeon Ju-Yeop) 24 | Pont      | Szigálasz 22           | Atlanta Játékvezetők: Romualdas Brazauskas (LTU), Cuj Ji (Cui Yi) (CHN) |
| 1996. július 26. | Hjon Dzsujop (Hyeon Ju-Yeop) 6  | Lepattanó | Rendziász 8            | Atlanta Játékvezetők: Romualdas Brazauskas (LTU), Cuj Ji (Cui Yi) (CHN) |
| 1996. július 26. | Kang Donghi (Gang Dong-Hui) 10  | Gólpassz  | Bakaciász, Szigálasz 6 | Atlanta Játékvezetők: Romualdas Brazauskas (LTU), Cuj Ji (Cui Yi) (CHN) |

| 1996. július 28. | Brazília (BRA)      | 127–97    | Dél-Korea (KOR)                | Atlanta Játékvezetők: Csu Csia-csung (Zhu Jiazhong) (CHN), Tomislav Jovancic (YUG) |
| 1996. július 28. | (66–49) Jegyzőkönyv |           |                                | Atlanta Játékvezetők: Csu Csia-csung (Zhu Jiazhong) (CHN), Tomislav Jovancic (YUG) |
| 1996. július 28. | Schmidt 25          | Pont      | Kang Donghi (Gang Dong-Hui) 24 | Atlanta Játékvezetők: Csu Csia-csung (Zhu Jiazhong) (CHN), Tomislav Jovancic (YUG) |
| 1996. július 28. | dos Santos 8        | Lepattanó | Kang Donghi (Gang Dong-Hui) 6  | Atlanta Játékvezetők: Csu Csia-csung (Zhu Jiazhong) (CHN), Tomislav Jovancic (YUG) |
| 1996. július 28. | Minucci 9           | Gólpassz  | Kang Donghi (Gang Dong-Hui) 7  | Atlanta Játékvezetők: Csu Csia-csung (Zhu Jiazhong) (CHN), Tomislav Jovancic (YUG) |

A 9–12. helyért
| 1996. július 30. 15:00 | Argentína (ARG)     | 97–79     | Dél-Korea (KOR)                   | Atlanta Játékvezetők: Joseph Derosa (USA), Csu Csia-csung (Zhu Jiazhong) (CHN) |
| 1996. július 30. 15:00 | (44–41) Jegyzőkönyv |           |                                   | Atlanta Játékvezetők: Joseph Derosa (USA), Csu Csia-csung (Zhu Jiazhong) (CHN) |
| 1996. július 30. 15:00 | Espil 26            | Pont      | Csong Dzsegun (Jeong Jae-Geun) 17 | Atlanta Játékvezetők: Joseph Derosa (USA), Csu Csia-csung (Zhu Jiazhong) (CHN) |
| 1996. július 30. 15:00 | Pérez 9             | Lepattanó | Cson Hicshol (Jeon Hui-Cheol) 8   | Atlanta Játékvezetők: Joseph Derosa (USA), Csu Csia-csung (Zhu Jiazhong) (CHN) |
| 1996. július 30. 15:00 | Espil 8             | Gólpassz  | Kang Donghi (Gang Dong-Hui) 8     | Atlanta Játékvezetők: Joseph Derosa (USA), Csu Csia-csung (Zhu Jiazhong) (CHN) |

A 11. helyért
| 1996. augusztus 2. 10:00 | Dél-Korea (KOR)                                          | 61–99     | Angola (ANG) | Atlanta Játékvezetők: Jose Reyes Ronfini (MEX), Juan Brea Diaz (CUB) |
| 1996. augusztus 2. 10:00 | (33–48) Jegyzőkönyv                                      |           |              | Atlanta Játékvezetők: Jose Reyes Ronfini (MEX), Juan Brea Diaz (CUB) |
| 1996. augusztus 2. 10:00 | Kang Donghi (Gang Dong-Hui) 17                           | Pont      | Dias 27      | Atlanta Játékvezetők: Jose Reyes Ronfini (MEX), Juan Brea Diaz (CUB) |
| 1996. augusztus 2. 10:00 | Cson Hicshol (Jeon Hui-Cheol) 5                          | Lepattanó | Dias 11      | Atlanta Játékvezetők: Jose Reyes Ronfini (MEX), Juan Brea Diaz (CUB) |
| 1996. augusztus 2. 10:00 | I Szangmin (Lee Sang-Min), Kang Donghi (Gang Dong-Hui) 6 | Gólpassz  | Moreira 5    | Atlanta Játékvezetők: Jose Reyes Ronfini (MEX), Juan Brea Diaz (CUB) |

| Csapat          | Helyezés |
| --------------- | -------- |
| Dél-Korea (KOR) | 12.      |

### Női
| Dél-koreai női kosárlabdacsapat-játékoskeret | Dél-koreai női kosárlabdacsapat-játékoskeret |
| --- | --- |
| - Kim Dzsijun (Kim Ji-Yun) - Cson Dzsuvon (Jeon Ju-Won) - Kvon Undzsong (Gwon Eun-Jeong) - Han Hjonszon (Han Hyeon-Seon) - Ju Jongdzsu (Yu Yeong-Ju) - Pak Csongun (Park Jeong-Eun) | - Kim Dzsongmin (Kim Jeong-Min) - An Szonmi (An Seon-Mi) - Cshon Unszuk (Cheon Eun-Suk) - I Dzsonge (Lee Jong-Ae) - Csong Szonmin (Jeong Seon-Min) - Csong Unszun (Jeong Eun-Sun) |

#### Eredmények
Csoportkör
B csoport
| Csapat                 | M | Gy | V | P+  | P–  | Pk   | P  |
| ---------------------- | - | -- | - | --- | --- | ---- | -- |
| Egyesült Államok (USA) | 5 | 5  | 0 | 507 | 339 | +168 | 10 |
| Ukrajna (UKR)          | 5 | 3  | 2 | 354 | 358 | –4   | 8  |
| Ausztrália (AUS)       | 5 | 3  | 2 | 369 | 319 | +50  | 8  |
| Kuba (CUB)             | 5 | 2  | 3 | 365 | 377 | –12  | 7  |
| Dél-Korea (KOR)        | 5 | 2  | 3 | 347 | 389 | –42  | 7  |
| Zaire (COD)            | 5 | 0  | 5 | 287 | 447 | –160 | 5  |

| 1996. július 21. | Dél-Korea (KOR)              | 61–76     | Ausztrália (AUS)        | Atlanta Játékvezetők: Serguei Boulanov (RUS), Raul Chaves Sagel (ARG) |
| 1996. július 21. | (34–37) Jegyzőkönyv          |           |                         | Atlanta Játékvezetők: Serguei Boulanov (RUS), Raul Chaves Sagel (ARG) |
| 1996. július 21. | Ju Jongdzsu (Yu Yeong-Ju) 16 | Pont      | Sporn 21                | Atlanta Játékvezetők: Serguei Boulanov (RUS), Raul Chaves Sagel (ARG) |
| 1996. július 21. | Ju Jongdzsu (Yu Yeong-Ju) 9  | Lepattanó | Gorman-Sandie, Sporn 10 | Atlanta Játékvezetők: Serguei Boulanov (RUS), Raul Chaves Sagel (ARG) |
| 1996. július 21. | Cson Dzsuvon (Jeon Ju-Won) 5 | Gólpassz  | Timms 5                 | Atlanta Játékvezetők: Serguei Boulanov (RUS), Raul Chaves Sagel (ARG) |

| 1996. július 23. | Kuba (CUB)          | 70–55     | Dél-Korea (KOR)                   | Atlanta Játékvezetők: Davorin Nakic (CRO), Janice Deakin (CAN) |
| 1996. július 23. | (26–26) Jegyzőkönyv |           |                                   | Atlanta Játékvezetők: Davorin Nakic (CRO), Janice Deakin (CAN) |
| 1996. július 23. | León 20             | Pont      | Csong Szonmin (Jeong Seon-Min) 16 | Atlanta Játékvezetők: Davorin Nakic (CRO), Janice Deakin (CAN) |
| 1996. július 23. | Martínez 14         | Lepattanó | Cson Dzsuvon (Jeon Ju-Won) 9      | Atlanta Játékvezetők: Davorin Nakic (CRO), Janice Deakin (CAN) |
| 1996. július 23. | León, Henry 4       | Gólpassz  | Cshon Unszuk (Cheon Eun-Suk) 3    | Atlanta Játékvezetők: Davorin Nakic (CRO), Janice Deakin (CAN) |

| 1996. július 25. | Dél-Korea (KOR)                                            | 72–67     | Ukrajna (UKR)       | Atlanta Játékvezetők: Jose Lapaix Guance (DOM), Tomislav Jovancic (YUG) |
| 1996. július 25. | (34–29) Jegyzőkönyv                                        |           |                     | Atlanta Játékvezetők: Jose Lapaix Guance (DOM), Tomislav Jovancic (YUG) |
| 1996. július 25. | Ju Jongdzsu (Yu Yeong-Ju), Cshon Unszuk (Cheon Eun-Suk) 14 | Pont      | Tkacsenko 21        | Atlanta Játékvezetők: Jose Lapaix Guance (DOM), Tomislav Jovancic (YUG) |
| 1996. július 25. | Csong Szonmin 7                                            | Lepattanó | Tkacsenko 11        | Atlanta Játékvezetők: Jose Lapaix Guance (DOM), Tomislav Jovancic (YUG) |
| 1996. július 25. | Cson Dzsuvon (Jeon Ju-Won), Cshon Unszuk (Cheon Eun-Suk) 5 | Gólpassz  | Zsirko, Tkacsenko 3 | Atlanta Játékvezetők: Jose Lapaix Guance (DOM), Tomislav Jovancic (YUG) |

| 1996. július 27. | Zaire (COD)         | 71–95     | Dél-Korea (KOR)                 | Atlanta Játékvezetők: Jose Piovesan Neto (BRA), Csu Csia-csung (Zhu Jiazhong) (CHN) |
| 1996. július 27. | (36–46) Jegyzőkönyv |           |                                 | Atlanta Játékvezetők: Jose Piovesan Neto (BRA), Csu Csia-csung (Zhu Jiazhong) (CHN) |
| 1996. július 27. | Mabika 30           | Pont      | Cshon Unszuk (Cheon Eun-Suk) 29 | Atlanta Játékvezetők: Jose Piovesan Neto (BRA), Csu Csia-csung (Zhu Jiazhong) (CHN) |
| 1996. július 27. | Lobela 8            | Lepattanó | Cson Dzsuvon (Jeon Ju-Won) 6    | Atlanta Játékvezetők: Jose Piovesan Neto (BRA), Csu Csia-csung (Zhu Jiazhong) (CHN) |
| 1996. július 27. | Kamanga 5           | Gólpassz  | Cshon Unszuk (Cheon Eun-Suk) 14 | Atlanta Játékvezetők: Jose Piovesan Neto (BRA), Csu Csia-csung (Zhu Jiazhong) (CHN) |

| 1996. július 29. | Dél-Korea (KOR)                   | 64–105    | Egyesült Államok (USA) | Atlanta Játékvezetők: Cuj Ji (Cui Yi) (CHN), Janice Deakin (CAN) |
| 1996. július 29. | (50–60) Jegyzőkönyv               |           |                        | Atlanta Játékvezetők: Cuj Ji (Cui Yi) (CHN), Janice Deakin (CAN) |
| 1996. július 29. | Csong Szonmin (Jeong Seon-Min) 17 | Pont      | McCray 16              | Atlanta Játékvezetők: Cuj Ji (Cui Yi) (CHN), Janice Deakin (CAN) |
| 1996. július 29. | Csong Szonmin (Jeong Seon-Min) 6  | Lepattanó | McCray 9               | Atlanta Játékvezetők: Cuj Ji (Cui Yi) (CHN), Janice Deakin (CAN) |
| 1996. július 29. | Cson Dzsuvon (Jeon Ju-Won) 7      | Gólpassz  | Swoopes 4              | Atlanta Játékvezetők: Cuj Ji (Cui Yi) (CHN), Janice Deakin (CAN) |

A 9–12. helyért
| 1996. július 31. 12:00 | Dél-Korea (KOR)                                             | 88–79     | Kanada (CAN)   | Atlanta Játékvezetők: Robert Barnett (AUS), Jose Piovesan Neto (BRA) |
| 1996. július 31. 12:00 | (37–41) Jegyzőkönyv                                         |           |                | Atlanta Játékvezetők: Robert Barnett (AUS), Jose Piovesan Neto (BRA) |
| 1996. július 31. 12:00 | Cson Dzsuvon (Jeon Ju-Won) 31                               | Pont      | Norman 17      | Atlanta Játékvezetők: Robert Barnett (AUS), Jose Piovesan Neto (BRA) |
| 1996. július 31. 12:00 | Ju Jongdzsu (Yu Yeong-Ju), Csong Szonmin (Jeong Seon-Min) 4 | Lepattanó | Norman 8       | Atlanta Játékvezetők: Robert Barnett (AUS), Jose Piovesan Neto (BRA) |
| 1996. július 31. 12:00 | Cson Dzsuvon (Jeon Ju-Won) 9                                | Gólpassz  | Karch-Gailus 8 | Atlanta Játékvezetők: Robert Barnett (AUS), Jose Piovesan Neto (BRA) |

A 9. helyért
| 1996. augusztus 3. 12:00 | Kína (CHN)                        | 85–71     | Dél-Korea (KOR)                 | Atlanta Játékvezetők: Sally Bell (USA), Isida Hidetosi (JPN) |
| 1996. augusztus 3. 12:00 | (48–39) Jegyzőkönyv               |           |                                 | Atlanta Játékvezetők: Sally Bell (USA), Isida Hidetosi (JPN) |
| 1996. augusztus 3. 12:00 | Cseng Haj-hszia (Zheng Haixia) 29 | Pont      | Cson Dzsuvon (Jeon Ju-Won) 20   | Atlanta Játékvezetők: Sally Bell (USA), Isida Hidetosi (JPN) |
| 1996. augusztus 3. 12:00 | Cseng Haj-hszia (Zheng Haixia) 10 | Lepattanó | Ju Jongdzsu (Yu Yeong-Ju) 6     | Atlanta Játékvezetők: Sally Bell (USA), Isida Hidetosi (JPN) |
| 1996. augusztus 3. 12:00 | Cseng Tung-mej (Zheng Dongmei) 10 | Gólpassz  | Han Hjonszon (Han Hyeon-Seon) 5 | Atlanta Játékvezetők: Sally Bell (USA), Isida Hidetosi (JPN) |

| Csapat          | Helyezés |
| --------------- | -------- |
| Dél-Korea (KOR) | 10.      |

## Labdarúgás

### Férfi
| Dél-koreai férfi labdarúgócsapat-játékoskeret | Dél-koreai férfi labdarúgócsapat-játékoskeret |
| --- | --- |
| - Szo Dongmjong (Seo Dong-Myeong) - Cshö Szongjong (Choi Seong-Yong) - I Szanghjon (Lee Sang-Hyeon) - I Gjongszu (Lee Gyeong-Su) - I Gihjong (Lee Gi-Hyeong) - Jun Dzsonghvan (Yun Jeong-Hwan) - Csang Cshangnam (Jang Chang-Nam) - Cshö Jongszu (Choi Yong-Su) - I Ujong (Lee Wu-Yeong) - I Dehi (Lee Dae-Hui) | - I Vonsik (Lee Won-Sik) - Kim Hjonszu (Kim Hyeon-Su) - Kim Szanghun (Kim Sang-Hun) - I Imszeng (Lee Im-Saeng) - Cshö Junjol (Choi Yun-Yeol) - Ha Szokcsu (Ha Seok-Ju) - Hvang Szonhong (Hwang Seon-Hong) - Pak Cshunggjun (Park Chung-Gyun) - I Gjongcshun (Lee Gyeong-Chun) |

#### Eredmények
Csoportkör
C csoport
| Csapat            | M | Gy | D | V | Rg | Kg | Gk | P |
| ----------------- | - | -- | - | - | -- | -- | -- | - |
| Mexikó (MEX)      | 3 | 1  | 2 | 0 | 2  | 1  | +1 | 5 |
| Ghána (GHA)       | 3 | 1  | 1 | 1 | 4  | 4  | 0  | 4 |
| Dél-Korea (KOR)   | 3 | 1  | 1 | 1 | 2  | 2  | 0  | 4 |
| Olaszország (ITA) | 3 | 1  | 0 | 2 | 4  | 5  | –1 | 3 |

| 1996. július 21. 12.00 |

| Dél-Korea (KOR)                                | 1–0               | Ghána (GHA) |
| ---------------------------------------------- | ----------------- | ----------- |
| Jun Dzsonghvan (Yun Jeong-Hwan) 41' (11-esből) | (1–0) Jegyzőkönyv |             |

| RFK Stadium, Washington Nézőszám: 45 946 Játékvezető: Edward Lennie (ausztrál) |

| 1996. július 23. 20.00 |

| Mexikó (MEX) | 0–0         | Dél-Korea (KOR) |
| ------------ | ----------- | --------------- |
|              | Jegyzőkönyv |                 |

| Legion Field, Birmingham Nézőszám: 26 111 Játékvezető: Lucien Bouchardeau (nigeri) |

| 1996. július 25. 21.00 |

| Olaszország (ITA) | 2–1               | Dél-Korea (KOR)               |
| ----------------- | ----------------- | ----------------------------- |
| Branca 24' 82'    | (1–0) Jegyzőkönyv | I Gihjong (Lee Gi-Hyeong) 62' |

| Legion Field, Birmingham Nézőszám: 28 319 Játékvezető: Robert Ruben Ruscio (argentin) |

| Csapat          | Helyezés |
| --------------- | -------- |
| Dél-Korea (KOR) | 11.      |

## Műugrás
Férfi
| Versenyző                       | Versenyszám        | Selejtező | Selejtező | Elődöntő | Elődöntő | Döntő   | Döntő    |
| Versenyző                       | Versenyszám        | Pont      | Helyezés  | Pont     | Helyezés | Pont    | Helyezés |
| ------------------------------- | ------------------ | --------- | --------- | -------- | -------- | ------- | -------- |
| I Dzsonghva (Lee Jong-Hwa)      | Egyéni műugrás     | 293,52    | 32.       | kiesett  | kiesett  | kiesett | kiesett  |
| Kvon Gjongmin (Gwon Gyeong-Min) | Egyéni toronyugrás | 276,27    | 31.       | kiesett  | kiesett  | kiesett | kiesett  |

Női
| Versenyző                  | Versenyszám        | Selejtező | Selejtező | Elődöntő | Elődöntő | Döntő   | Döntő    |
| Versenyző                  | Versenyszám        | Pont      | Helyezés  | Pont     | Helyezés | Pont    | Helyezés |
| -------------------------- | ------------------ | --------- | --------- | -------- | -------- | ------- | -------- |
| Im Jundzsi (Im Yun-Ji)     | Egyéni toronyugrás | 180,15    | 31.       | kiesett  | kiesett  | kiesett | kiesett  |
| Kim Jojong (Kim Yeo-Yeong) | Egyéni toronyugrás | 166,56    | 32.       | kiesett  | kiesett  | kiesett | kiesett  |

## Ökölvívás
| Versenyző                     | Versenyszám   | Selejtező                          | Nyolcaddöntő                             | Negyeddöntő                   | Elődöntő                   | Döntő                        | Helyezés |
| Versenyző                     | Versenyszám   | Ellenfél Eredmény                  | Ellenfél Eredmény                        | Ellenfél Eredmény             | Ellenfél Eredmény          | Ellenfél Eredmény            | Helyezés |
| ----------------------------- | ------------- | ---------------------------------- | ---------------------------------------- | ----------------------------- | -------------------------- | ---------------------------- | -------- |
| Pe Giung (Bae Gi-Ung)         | Harmatsúly    | Virgilio Vicera (PHI) · 8–4        | Tseyen-Oidovyn Davaatseren (MGL) · 10–11 | kiesett                       | kiesett                    | kiesett                      | 9.       |
| Sin Szujong (Sin Su-Yeong)    | Pehelysúly    | Ramaz Paliani (RUS) · 7–10         | kiesett                                  | kiesett                       | kiesett                    | kiesett                      | 17.      |
| Sin Uncshol (Sin Eun-Cheol)   | Könnyűsúly    | George Maina Kinianjui (KEN) · RSC | Fabrizio Nieva (ARG) · 27–11             | Hoszin Szoltáni (ALG) · 10–16 | kiesett                    | kiesett                      | 7.       |
| Han Hjongmin (Han Hyeong-Min) | Kisváltósúly  | Héctor Vinent (CUB) · RSC          | kiesett                                  | kiesett                       | kiesett                    | kiesett                      | 17.      |
| Pe Hodzso (Bae Ho-Jo)         | Váltósúly     | Guillermo Saputo (ARG) · 11–7      | Oleg Szaitov (RUS) · 5–9                 | kiesett                       | kiesett                    | kiesett                      | 9.       |
| I Vangjun (Lee Wan-Gyun)      | Nagyváltósúly | David Reid (USA) · 4–20            | kiesett                                  | kiesett                       | kiesett                    | kiesett                      | 17.      |
| Mun Imcshol (Mun Im-Cheol)    | Középsúly     | Bertrand Tietsia (CMR) · 2–12      | kiesett                                  | kiesett                       | kiesett                    | kiesett                      | 17.      |
| I Szungbe (Lee Seung-Bae)     | Félnehézsúly  | Sam Leuii (WSM) · 14–0             | Freddy Rojas (CUB) · 13–9                | Stipe Drviš (CRO) · 14–11     | Thomas Ulrich (GER) · 12–8 | Vaszilij Zsirov (KAZ) · 4–17 |          |
| Ko Jongszam (Go Yeong-Sam)    | Nehézsúly     | Kwamena Turkson (SWE) · 8–12       | kiesett                                  | kiesett                       | kiesett                    | kiesett                      | 17.      |

RSC - a játékvezető megállította a mérkőzést

## Öttusa
| Versenyző                | Lövészet | Lövészet | Lövészet | Úszás   | Úszás | Úszás | Vívás    | Vívás | Vívás | Lovaglás | Lovaglás | Lovaglás | Lovaglás | Futás     | Futás | Futás | Összesen    | Összesen |
| Versenyző                | Pontszám | Pont     | Hely.    | Idő     | Pont  | Hely. | Eredmény | Pont  | Hely. | Idő      | Hibapont | Pont     | Hely.    | Idő       | Pont  | Hely. | Összes pont | Helyezés |
| ------------------------ | -------- | -------- | -------- | ------- | ----- | ----- | -------- | ----- | ----- | -------- | -------- | -------- | -------- | --------- | ----- | ----- | ----------- | -------- |
| Kim Miszop (Kim Mi-Seop) | 170      | 976      | 25.***   | 3:15,08 | 1312  | 2.    | 19–12    | 910   | 5.*   | 1:13,67  | 90       | 1010     | 13.      | 13:22,344 | 1159  | 20.   | 5367        | 11.      |

* - egy másik versenyzővel azonos eredményt ért el

*** - három másik versenyzővel azonos eredményt ért el

## Röplabda

### Férfi
| Dél-koreai férfi röplabdacsapat-játékoskeret | Dél-koreai férfi röplabdacsapat-játékoskeret |
| --- | --- |
| - Im Dohon (Im Do-Heon) - Kim Szedzsin (Kim Se-Jin) - Sin Jongcshol (Sin Yeong-Cheol) - Pang Sinbong (Bang Sin-Bong) - Kim Szangu (Kim Sang-U) - Ha Dzsonghva (Ha Jong-Hwa) | - Cshö Cshonsik (Choi Cheon-Sik) - Pak Hiszang (Park Hui-Sang) - I Szonghi (Lee Seong-Hui) - Sin Dzsongszop (Sin Jeong-Seop) - Sin Dzsinsik (Sin Jin-Sik) - Pak Szoncshul (Park Seon-Chul) |

#### Eredmények
Csoportkör
B csoport
|                   |      | Mérkőzések | Mérkőzések | Szettek | Szettek | Szettek | Pontok | Pontok | Pontok |
| Csapat            | Pont | Gy         | V          | Sz+     | Sz–     | SzA     | P+     | P–     | PA     |
| ----------------- | ---- | ---------- | ---------- | ------- | ------- | ------- | ------ | ------ | ------ |
| Olaszország (ITA) | 10   | 5          | 0          | 15      | 0       | MAX     | 225    | 138    | 1,630  |
| Hollandia (NED)   | 9    | 4          | 1          | 12      | 3       | 4,000   | 209    | 131    | 1,595  |
| Jugoszlávia (YUG) | 8    | 3          | 2          | 9       | 8       | 1,125   | 215    | 191    | 1,126  |
| Oroszország (RUS) | 7    | 2          | 3          | 7       | 9       | 0,778   | 181    | 216    | 0,838  |
| Dél-Korea (KOR)   | 6    | 1          | 4          | 3       | 12      | 0,250   | 156    | 198    | 0,788  |
| Tunézia (TUN)     | 5    | 0          | 5          | 1       | 15      | 0,067   | 113    | 225    | 0,502  |

| 1996. július 21. 10:00 | Dél-Korea (KOR)      | 0–3 | Olaszország (ITA) | Atlanta Játékvezető: Jose Sanler Diaz (CUB), Konstantinos Margaritis (GRE) |
| 1996. július 21. 10:00 | (13–15, 12–15, 8–15) |     |                   | Atlanta Játékvezető: Jose Sanler Diaz (CUB), Konstantinos Margaritis (GRE) |

| 1996. július 23. 19:30 | Jugoszlávia (SCG)   | 3–0 | Dél-Korea (KOR) | Atlanta Játékvezető: Barry Dragon (USA), Jose Sanler Diaz (CUB) |
| 1996. július 23. 19:30 | (15–5, 15–6, 16–14) |     |                 | Atlanta Játékvezető: Barry Dragon (USA), Jose Sanler Diaz (CUB) |

| 1996. július 25. 19:30 | Dél-Korea (KOR)     | 0–3 | Oroszország (RUS) | Atlanta Játékvezető: Peter Henry (CAN), Konstantino Margaritis (GRE) |
| 1996. július 25. 19:30 | (8–15, 4–15, 14–16) |     |                   | Atlanta Játékvezető: Peter Henry (CAN), Konstantino Margaritis (GRE) |

| 1996. július 27. 19:30 | Dél-Korea (KOR)    | 3–0 | Tunézia (TUN) | Atlanta Játékvezető: Barry Dragon (USA), Josebel Palmeirim (BRA) |
| 1996. július 27. 19:30 | (15–4, 15–6, 15–6) |     |               | Atlanta Játékvezető: Barry Dragon (USA), Josebel Palmeirim (BRA) |

| 1996. július 29. 16:00 | Hollandia (NED)      | 3–0 | Dél-Korea (KOR) | Atlanta Játékvezető: Peter Henry (CAN), Fernando Nava Abarca (MEX) |
| 1996. július 29. 16:00 | (15–4, 15–11, 15–12) |     |                 | Atlanta Játékvezető: Peter Henry (CAN), Fernando Nava Abarca (MEX) |

| Csapat          | Helyezés |
| --------------- | -------- |
| Dél-Korea (KOR) | 9.       |

### Női
| Dél-koreai női röplabdacsapat-játékoskeret | Dél-koreai női röplabdacsapat-játékoskeret |
| --- | --- |
| - Csang Junhi (Jang Yun-Hui) - I Szudzsong (Lee Su-Jeong) - Kang Hjemi (Gang Hye-Mi) - Csong Szonhje (Jeong Seon-Hye) - Kim Namszun (Kim Nam-Sun) - I Jonszun (Lee Yeon-Sun) | - Pak Szudzsong (Park Su-Jeong) - Hong Dzsijon (Hong Ji-Yeon) - Csang Szojon (Jang So-Yeon) - Cshö Gvanghi (Choi Gwang-Hui) - I Inszuk (Lee In-Suk) - Ju Jongjong (Yu Yeon-gyeong) |

#### Eredmények
Csoportkör
A csoport
|                        |      | Mérkőzések | Mérkőzések | Szettek | Szettek | Szettek | Pontok | Pontok | Pontok |
| Csapat                 | Pont | Gy         | V          | Sz+     | Sz–     | SzA     | P+     | P–     | PA     |
| ---------------------- | ---- | ---------- | ---------- | ------- | ------- | ------- | ------ | ------ | ------ |
| Kína (CHN)             | 10   | 5          | 0          | 15      | 3       | 5,000   | 256    | 181    | 1,414  |
| Egyesült Államok (USA) | 9    | 4          | 1          | 13      | 5       | 2,600   | 241    | 198    | 1,217  |
| Hollandia (NED)        | 8    | 3          | 2          | 10      | 7       | 1,429   | 211    | 179    | 1,179  |
| Dél-Korea (KOR)        | 7    | 2          | 3          | 10      | 9       | 1,111   | 249    | 222    | 1,122  |
| Japán (JPN)            | 6    | 1          | 4          | 3       | 12      | 0,250   | 158    | 199    | 0,794  |
| Ukrajna (UKR)          | 5    | 0          | 5          | 0       | 15      | 0,000   | 89     | 225    | 0,396  |

| 1996. július 20. 16:00 | Japán (JPN)           | 0–3 | Dél-Korea (KOR) | Atlanta Játékvezető: Guillermo Paredes (ARG), Pasquale Troia (ITA) |
| 1996. július 20. 16:00 | (10–15, 12–15, 10–15) |     |                 | Atlanta Játékvezető: Guillermo Paredes (ARG), Pasquale Troia (ITA) |

| 1996. július 22. 10:00 | Kína (CHN)                         | 3–2 | Dél-Korea (KOR) | Atlanta Játékvezető: Frank Leuthaeusser (GER), Gabriel Gimenez (ESP) |
| 1996. július 22. 10:00 | (17–16, 16–14, 2–15, 13–15, 15–13) |     |                 | Atlanta Játékvezető: Frank Leuthaeusser (GER), Gabriel Gimenez (ESP) |

| 1996. július 24. 19:30 | Dél-Korea (KOR)     | 3–0 | Ukrajna (UKR) | Atlanta Játékvezető: Jose Sanler Diaz (CUB), Frank Leuthaeusser (GER) |
| 1996. július 24. 19:30 | (15–3, 15–10, 15–7) |     |               | Atlanta Játékvezető: Jose Sanler Diaz (CUB), Frank Leuthaeusser (GER) |

| 1996. július 26. 10:00 | Hollandia (NED)            | 3–1 | Dél-Korea (KOR) | Atlanta Játékvezető: Guillermo Paredes (ARG), Jose Sanler Diaz (CUB) |
| 1996. július 26. 10:00 | (15–11, 15–12, 7–15, 15–8) |     |                 | Atlanta Játékvezető: Guillermo Paredes (ARG), Jose Sanler Diaz (CUB) |

| 1996. július 28. 16:00 | Dél-Korea (KOR)            | 1–3 | Egyesült Államok (USA) | Atlanta Játékvezető: Konstantinos Margaritis (GRE), Guillermo Paredes (ARG) |
| 1996. július 28. 16:00 | (15–10, 13–15, 9–15, 3–15) |     |                        | Atlanta Játékvezető: Konstantinos Margaritis (GRE), Guillermo Paredes (ARG) |

Negyeddöntő
| 1996. július 30. 19:30 | Dél-Korea (KOR)     | 0–3 | Brazília (BRA) | Atlanta Játékvezető: Pasquale Troia (ITA), Patrick Rachard (FRA) |
| 1996. július 30. 19:30 | (4–15, 2–15, 10–15) |     |                | Atlanta Játékvezető: Pasquale Troia (ITA), Patrick Rachard (FRA) |

Az 5–8. helyért
| 1996. július 31. 8:00 | Egyesült Államok (USA) | 0–3 | Dél-Korea (KOR) | Atlanta Játékvezető: Gabriel Gimenez (ESP), Guennadi Zharikov (RUS) |
| 1996. július 31. 8:00 | (12–15, 5–15, 11–15)   |     |                 | Atlanta Játékvezető: Gabriel Gimenez (ESP), Guennadi Zharikov (RUS) |

Az 5. helyért
| 1996. augusztus 1. 13:30 | Hollandia (NED)     | 3–0 | Dél-Korea (KOR) | Atlanta Játékvezető: Josebel Palmeirim (BRA), Gabriel Gimenez (ESP) |
| 1996. augusztus 1. 13:30 | (15–9, 15–9, 15–13) |     |                 | Atlanta Játékvezető: Josebel Palmeirim (BRA), Gabriel Gimenez (ESP) |

| Csapat          | Helyezés |
| --------------- | -------- |
| Dél-Korea (KOR) | 6.       |

## Sportlövészet
Férfi
| Versenyző                          | Versenyszám           | Selejtező | Selejtező | Döntő   | Döntő    |
| Versenyző                          | Versenyszám           | Pont      | Helyezés  | Pont    | Helyezés |
| ---------------------------------- | --------------------- | --------- | --------- | ------- | -------- |
| Kim Szongdzsun (Kim Seong-Jun) (1) | Szabadpisztoly        | 548       | 37.*      | kiesett | kiesett  |
| Kim Szongdzsun (Kim Seong-Jun) (1) | Légpisztoly           | 579       | 12.****   | kiesett | kiesett  |
| Kim Szongdzsun (Kim Seong-Jun) (2) | Légpisztoly           | 573       | 36.**     | kiesett | kiesett  |
| Kim Szongdzsun (Kim Seong-Jun) (2) | Szabadpisztoly        | 560       | 11.***    | kiesett | kiesett  |
| Im Jongszop (Im Yeong-Seop)        | Légpuska              | 590       | 11.***    | kiesett | kiesett  |
| I Uncshol (Lee Eun-Cheol)          | Légpuska              | 590       | 11.***    | kiesett | kiesett  |
| I Uncshol (Lee Eun-Cheol)          | Sportpuska, fekvő     | 596       | 7.*       | 699,1   | 7.       |
| I Uncshol (Lee Eun-Cheol)          | Sportpuska, összetett | 1163      | 18.***    | kiesett | kiesett  |
| Csha Jongcshol (Cha Yeong-Cheol)   | Sportpuska, összetett | 1154      | 40.       | kiesett | kiesett  |
| Csha Jongcshol (Cha Yeong-Cheol)   | Sportpuska, fekvő     | 591       | 36.**     | kiesett | kiesett  |
| Pak Csholszung (Park Cheol-Seung)  | Trap                  | 120       | 13.****** | kiesett | kiesett  |
| Pak Csholszung (Park Cheol-Seung)  | Dupla trap            | 138sz     | 6.        | 183     | 4.       |

Női
| Versenyző                       | Versenyszám           | Selejtező | Selejtező | Döntő   | Döntő    |
| Versenyző                       | Versenyszám           | Pont      | Helyezés  | Pont    | Helyezés |
| ------------------------------- | --------------------- | --------- | --------- | ------- | -------- |
| I Hjoszuk (Lee Hyo-Suk)         | Légpisztoly           | 382       | 9.        | kiesett | kiesett  |
| Pu Szunhi (Bu Sun-Hui)          | Légpisztoly           | 379       | 15.***    | kiesett | kiesett  |
| Pu Szunhi (Bu Sun-Hui)          | Sportpisztoly         | 583       | 4.*       | 683,9   | 4.       |
| Pak Csonghi (Park Jeong-Hui)    | Sportpisztoly         | 574       | 21.*      | kiesett | kiesett  |
| Csin Szulljong (Jin Sun-Ryeong) | Légpuska              | 393       | 9.***     | kiesett | kiesett  |
| Kim Dzsongmi (Kim Jeong-mi)     | Légpuska              | 391       | 19.       | kiesett | kiesett  |
| Kong Hjona (Gong Hyeon-A)       | Sportpuska, összetett | 583       | 6.*       | 675,8   | 6.       |
| Von Gjongszuk (Won Gyeong-Suk)  | Sportpuska, összetett | 568       | 32.*      | kiesett | kiesett  |
| I Szanghi (Lee Sang-Hui)        | Dupla trap            | 95        | 17.*      | kiesett | kiesett  |

* - egy másik versenyzővel azonos eredményt ért el

** - két másik versenyzővel azonos eredményt ért el

*** - három másik versenyzővel azonos eredményt ért el

**** - négy másik versenyzővel azonos eredményt ért el

****** - hat másik versenyzővel azonos eredményt ért el

## Súlyemelés
| Versenyző                          | Versenyszám | Szakítás | Szakítás | Lökés                    | Lökés                    | Összesen | Helyezés |
| Versenyző                          | Versenyszám | Eredmény | Helyezés | Eredmény                 | Helyezés                 | Összesen | Helyezés |
| ---------------------------------- | ----------- | -------- | -------- | ------------------------ | ------------------------ | -------- | -------- |
| Ko Gvanggu (Go Gwang-Gu)           | 54 kg       | 115,0    | 6.*      | 140,0                    | 10.*                     | 255,0    | 7.       |
| Csong Bjonggvan (Jeon Byeong-Gwan) | 59 kg       | 135,0    | 4.*      | érvényes kísérlet nélkül | érvényes kísérlet nélkül | kiesett  | kiesett  |
| Hvang Hijol (Hwang Hui-Yeol)       | 64 kg       | 132,5    | 11.*     | 160,0                    | 12.*                     | 292,5    | 13.      |
| Im Donggi (Im Dong-Gi)             | 91 kg       | 155,0    | 20.*     | 190,0                    | 17.*                     | 345,0    | 20.      |
| Cshö Donggil (Choi Dong-Gil)       | 99 kg       | 165,0    | 14.      | 207,5                    | 7.*                      | 372,5    | 10.      |
| Cson Szangszok (Jeon Sang-Seok)    | 108 kg      | 170,0    | 15.*     | 210,0                    | 12.*                     | 380,0    | 13.      |
| Kim Thehjon (Kim Tae-Hyeon)        | +108 kg     | 190,0    | 5.       | 247,5                    | 4.                       | 437,5    | 4.       |

* - másik versenyzővel azonos eredményt ért el

## Tenisz
Férfi
| Versenyző                                              | Versenyszám | 32-es főtábla                                         | Nyolcaddöntő      | Negyeddöntő       | Elődöntő          | Bronz- mérkőzés   | Döntő             | Helyezés |
| Versenyző                                              | Versenyszám | Ellenfél Eredmény                                     | Ellenfél Eredmény | Ellenfél Eredmény | Ellenfél Eredmény | Ellenfél Eredmény | Ellenfél Eredmény | Helyezés |
| ------------------------------------------------------ | ----------- | ----------------------------------------------------- | ----------------- | ----------------- | ----------------- | ----------------- | ----------------- | -------- |
| I Hjongthek (Lee Hyeong-Taek) Jun Jongil (Yun Yong-Il) | Páros       | Zimbabwe (ZIM) · Byron Black · Wayne Black · 4–6, 2–6 | kiesett           | kiesett           | kiesett           | kiesett           | kiesett           | 17.      |

Női
| Versenyző                                          | Versenyszám | 64-es főtábla                          | 32-es főtábla                                                                 | Nyolcaddöntő      | Negyeddöntő       | Elődöntő          | Bronz- mérkőzés   | Döntő             | Helyezés |
| Versenyző                                          | Versenyszám | Ellenfél Eredmény                      | Ellenfél Eredmény                                                             | Ellenfél Eredmény | Ellenfél Eredmény | Ellenfél Eredmény | Ellenfél Eredmény | Ellenfél Eredmény | Helyezés |
| -------------------------------------------------- | ----------- | -------------------------------------- | ----------------------------------------------------------------------------- | ----------------- | ----------------- | ----------------- | ----------------- | ----------------- | -------- |
| Cshö Jongdzsa (Choi Yeong-Ja)                      | Egyes       | Joannette Kruger (RSA) · 6–7, 6–2, 6–1 | Brenda Schultz-McCarthy (NED) · 2–6, 3–6                                      | kiesett           | kiesett           | kiesett           | kiesett           | kiesett           | 17.      |
| Pak Szonghi (Park Seong-Hui)                       | Egyes       | Szavamacu Naoko (JPN) · 3–6, 6–4, 3–6  | kiesett                                                                       | kiesett           | kiesett           | kiesett           | kiesett           | kiesett           | 33.      |
| Kim Unha (Kim Eun-Ha) Pak Szonghi (Park Seong-Hui) | Páros       |                                        | Dél-afrikai Köztársaság (RSA) · Amanda Coetzer · Mariaan de Swardt · 1–6, 3–6 | kiesett           | kiesett           | kiesett           | kiesett           | kiesett           | 17.      |

## Tollaslabda
| Versenyző                                                 | Versenyszám  | Selejtező                                          | 32-es főtábla                                                                        | Nyolcaddöntő                                                               | Negyeddöntő                                                                                    | Elődöntő                                                                                    | Döntő                                                                                           | Helyezés |
| Versenyző                                                 | Versenyszám  | Ellenfél Eredmény                                  | Ellenfél Eredmény                                                                    | Ellenfél Eredmény                                                          | Ellenfél Eredmény                                                                              | Ellenfél Eredmény                                                                           | Ellenfél Eredmény                                                                               | Helyezés |
| --------------------------------------------------------- | ------------ | -------------------------------------------------- | ------------------------------------------------------------------------------------ | -------------------------------------------------------------------------- | ---------------------------------------------------------------------------------------------- | ------------------------------------------------------------------------------------------- | ----------------------------------------------------------------------------------------------- | -------- |
| I Gvangdzsin (Lee Gwang-jin)                              | Férfi egyes  | erőnyerő                                           | Darren Hall (GBR) · 15–7, 15–11                                                      | Iain Sydie (CAN) · 15–8, 15–12                                             | Hariyanto Arbi (INA) · 0–15, 13–15                                                             | kiesett                                                                                     | kiesett                                                                                         | 5.       |
| Pak Szongu (Park Seong-u)                                 | Férfi egyes  | erőnyerő                                           | Csang Cseng-hsziung (Chang Jeng-Shyuang) (TPE) · 15–5, 15–3                          | Macsida Fumihiko (JPN) · 15–5, 15–9                                        | Tung Csiung (Dong Jiong) (CHN) · 6–15, 6–15                                                    | kiesett                                                                                     | kiesett                                                                                         | 5.       |
| Kim Hakkjun (Kim Hak-gyun)                                | Férfi egyes  | Anil Kaul (CAN) · mérkőzés nélkül                  | Szun Csün (Sun Jun) (CHN) · 5–15, 14–17                                              | kiesett                                                                    | kiesett                                                                                        | kiesett                                                                                     | kiesett                                                                                         | 17.      |
| Ha Thegvon (Ha Tae-gwon) Kang Gjondzsin (Gang Gyeong-jin) | Férfi páros  |                                                    | Thaiföld (THA) · Khunakorn Sudhisodhi · Siripong Siripool · 15–8, 15–5               | Dánia (DEN) · Jon Holst-Christensen · Thomas Lund · 15–11, 14–17, 15–11    | Malajzia (MAS) · Cheah Soon Kit · Yap Kim Hock · 17–18, 8–15                                   | kiesett                                                                                     | kiesett                                                                                         | 5.       |
| Kim Dongmun (Kim Dong-mun) Ju Jongszong (Yu Yong-seong)   | Férfi páros  |                                                    | Dánia (DEN) · Henrik Svarrer · Michael Søgaard · 11–15, 15–5, 15–18                  | kiesett                                                                    | kiesett                                                                                        | kiesett                                                                                     | kiesett                                                                                         | 17.      |
| Pang Szuhjon (Bang Su-hyeon)                              | Női egyes    | erőnyerő                                           | Obigeli Olorunsola (NGR) · 11–0, 11–0                                                | Mizui Jaszuko (JPN) · 11–2, 11–3                                           | Jao Jen (Yao Yan) (CHN) · 11–3, 11–2                                                           | Susi Susanti (INA) · 11–9, 11–8                                                             | Mia Audina (INA) · 11–6, 11–7                                                                   |          |
| Kim Dzsihjon (Kim Ji-hyeon)                               | Női egyes    | erőnyerő                                           | Sandra Dimbour (FRA) · 11–2, 11–3                                                    | Mizui Hiszako (JPN) · 11–4, 11–0                                           | Je Csao-jing (Ye Zhaoying) (CHN) · 11–5, 12–11                                                 | Mia Audina (INA) · 6–11, 11–9, 1–11                                                         | Bronzmérkőzés · Susi Susanti (INA) · 4–11, 1–11                                                 | 4.       |
| Na Gjongmin (Na Gyeong-Min)                               | Női egyes    | Huang Csia-csi (Huang Chia-Chi) (TPE) · 6–11, 7–11 | kiesett                                                                              | kiesett                                                                    | kiesett                                                                                        | kiesett                                                                                     | kiesett                                                                                         | 33.      |
| Kil Jonga (Gir Yeong-a) Csang Hjeok (Jang Hye-ok)         | Női páros    |                                                    | erőnyerő                                                                             | Japán (JPN) · Szakamoto Maszako · Macuo Tomomi · 15–7, 15–6                | Dánia (DEN) · Ann Jørgensen · Lotte Olsen · 15–9, 15–9                                         | Kína (CHN) · Csin Ji-jüan (Qin Yiyuan) · Tang Jung-su (Tang Yongshu) · 15–12, 10–15, 18–16  | Kína (CHN) · Ko Fej (Ge Fei) · Ku Csün (Gu Jun) · 5–15, 5–15                                    |          |
| Kim Mihjang (Kim Mi-Hyang) Kim Sinjong (Kim Sin-Yeong)    | Női páros    |                                                    | Japán (JPN) · Mijamura Aiko · Mijamura Akiko · 15–12, 18–13                          | Dánia (DEN) · Helene Kirkegaard · Rikke Olsen · 8–15, 8–15                 | kiesett                                                                                        | kiesett                                                                                     | kiesett                                                                                         | 9.       |
| Cong Dzsehi (Jeong Jae-hui) Pak Szujon (Park Su-yeon)     | Női páros    |                                                    | Tajvan (TPE) · Csen Li-csin (Chen Li-Chin) · Caj Huj-min (Tsai Hui-Min) · 15–7, 15–6 | Dánia (DEN) · Lisbet Stuer-Lauridsen · Marlene Thomsen · 8–15, 15–13, 9–15 | kiesett                                                                                        | kiesett                                                                                     | kiesett                                                                                         | 9.       |
| Kil Jonga (Gir Yeong-A) Kim Dongmun (Kim Dong-Mun)        | Vegyes páros |                                                    | Hongkong (HKG) · Chan Ngój-méj (Chan Oi Ni) · Tim He · 15–6, 15–10                   | Nagy-Britannia (GBR) · Joanne Wright-Goode · Nick Ponting · 18–13, 15–1    | Indonézia (INA) · Minarti Timur · Trikus Haryanto · 15–4, 15–13                                | Kína (CHN) · Peng Hszin-jung (Peng Xinyong) · Csen Hsziao-tung (Chen Xingdong) · 15–6, 15–8 | Dél-Korea (KOR) · Na Gjongmin (Na Gyeong-Min) · Pak Csubong (Park Ju-bong) · 13–15, 15–4, 15–12 |          |
| Na Gjongmin (Na Gyeong-Min) Pak Csubong (Park Ju-bong)    | Vegyes páros |                                                    | Kanada (CAN) · Doris Piché · Iain Sydie · 15–3, 15–6                                 | Svédország (SWE) · Catrine Bengtsson · Peter Axelsson · 15–1, 17–15        | Kína (CHN) · Vang Hsziao-jüan (Wang Xiaoyuan) · Tao Hsziao-csiang (Tao Xiaoqiang) · 15–7, 15–9 | Kína (CHN) · Szun Man (Sun Man) · Liu Csien-csün (Liu Jianjun) · 15–10, 15–4                | Dél-Korea (KOR) · Kil Jonga (Gir Yeong-A) · Kim Dongmun (Kim Dong-Mun) · 15–13, 4–15, 12–15     |          |

## Torna
Férfi
| Versenyző | Versenyszám      | Selejtező | Selejtező | Döntő    | Döntő    |
| Versenyző | Versenyszám      | Pontszám  | Helyezés  | Pontszám | Helyezés |
| --- | ---------------- | --------- | --------- | -------- | -------- |
| I Dzsuhjong (Lee Ju-hyeong) | Talaj            | 19,137    | 22.       | kiesett  | kiesett  |
| I Dzsuhjong (Lee Ju-hyeong) | Ugrás            | 19,075    | 36.       | kiesett  | kiesett  |
| I Dzsuhjong (Lee Ju-hyeong) | Korlát           | 19,162    | 11.*      | 9,687    | 7.       |
| I Dzsuhjong (Lee Ju-hyeong) | Nyújtó           | 19,299    | 7.*       | 8,525    | 8.       |
| I Dzsuhjong (Lee Ju-hyeong) | Gyűrű            | 18,900    | 35.**     | kiesett  | kiesett  |
| I Dzsuhjong (Lee Ju-hyeong) | Lólengés         | 19,074    | 21.       | kiesett  | kiesett  |
| I Dzsuhjong (Lee Ju-hyeong) | Egyéni összetett | 114,647   | 7.        | 56,986   | 20.      |
| Han Junszu (Han Yun-su) | Talaj            | 18,825    | 42.       | kiesett  | kiesett  |
| Han Junszu (Han Yun-su) | Ugrás            | 18,675    | 63.*****  | kiesett  | kiesett  |
| Han Junszu (Han Yun-su) | Korlát           | 19,000    | 24.*      | kiesett  | kiesett  |
| Han Junszu (Han Yun-su) | Nyújtó           | 19,262    | 12.*      | kiesett  | kiesett  |
| Han Junszu (Han Yun-su) | Gyűrű            | 18,400    | 71.*      | kiesett  | kiesett  |
| Han Junszu (Han Yun-su) | Lólengés         | 19,337    | 10.       | kiesett  | kiesett  |
| Han Junszu (Han Yun-su) | Egyéni összetett | 113,499   | 19.       | 55,836   | 34.      |
| Kim Donghva (Kim Dong-hwa) | Talaj            | 18,425    | 71.       | kiesett  | kiesett  |
| Kim Donghva (Kim Dong-hwa) | Ugrás            | 18,250    | 86.       | kiesett  | kiesett  |
| Kim Donghva (Kim Dong-hwa) | Korlát           | 9,400     | 98.       | kiesett  | kiesett  |
| Kim Donghva (Kim Dong-hwa) | Nyújtó           | 18,525    | 62.*      | kiesett  | kiesett  |
| Kim Donghva (Kim Dong-hwa) | Gyűrű            | 18,937    | 32.       | kiesett  | kiesett  |
| Kim Donghva (Kim Dong-hwa) | Lólengés         | 16,900    | 85.       | kiesett  | kiesett  |
| Kim Donghva (Kim Dong-hwa) | Egyéni összetett | 100,437   | 76.       | kiesett  | kiesett  |
| Csong Dzsinszu (Jeong Jin-su) | Talaj            | 19,199    | 19.       | kiesett  | kiesett  |
| Csong Dzsinszu (Jeong Jin-su) | Ugrás            | 9,400     | 101.      | kiesett  | kiesett  |
| Csong Dzsinszu (Jeong Jin-su) | Korlát           | 19,162    | 11.*      | kiesett  | kiesett  |
| Csong Dzsinszu (Jeong Jin-su) | Nyújtó           | 19,000    | 29.       | kiesett  | kiesett  |
| Csong Dzsinszu (Jeong Jin-su) | Gyűrű            | 18,875    | 38.       | kiesett  | kiesett  |
| Csong Dzsinszu (Jeong Jin-su) | Lólengés         | 9,450     | 100.      | kiesett  | kiesett  |
| Csong Dzsinszu (Jeong Jin-su) | Egyéni összetett | 95,086    | 79.       | kiesett  | kiesett  |
| Jo Hongcshol (Yeo Hong-cheol) | Talaj            | 19,300    | 11.       | kiesett  | kiesett  |
| Jo Hongcshol (Yeo Hong-cheol) | Ugrás            | 19,399    | 3.        | 9,756    |          |
| Jo Hongcshol (Yeo Hong-cheol) | Korlát           | 18,400    | 61.**     | kiesett  | kiesett  |
| Jo Hongcshol (Yeo Hong-cheol) | Nyújtó           | 9,300     | 102.      | kiesett  | kiesett  |
| Jo Hongcshol (Yeo Hong-cheol) | Gyűrű            | 18,712    | 54.*      | kiesett  | kiesett  |
| Jo Hongcshol (Yeo Hong-cheol) | Lólengés         | 8,375     | 102.      | kiesett  | kiesett  |
| Jo Hongcshol (Yeo Hong-cheol) | Egyéni összetett | 93,486    | 82.       | kiesett  | kiesett  |
| Cso Szongmin (Jo Seong-min) | Talaj            | 19,000    | 31.       | kiesett  | kiesett  |
| Cso Szongmin (Jo Seong-min) | Ugrás            | 18,950    | 42.***    | kiesett  | kiesett  |
| Cso Szongmin (Jo Seong-min) | Korlát           | 18,150    | 76.       | kiesett  | kiesett  |
| Cso Szongmin (Jo Seong-min) | Nyújtó           | 9,612     | 97.*      | kiesett  | kiesett  |
| Cso Szongmin (Jo Seong-min) | Gyűrű            | 9,375     | 100.      | kiesett  | kiesett  |
| Cso Szongmin (Jo Seong-min) | Lólengés         | 16,600    | 90.       | kiesett  | kiesett  |
| Cso Szongmin (Jo Seong-min) | Egyéni összetett | 91,687    | 86.       | kiesett  | kiesett  |
| Kim Bonghjon (Kim Bong-hyeon) | Ugrás            | 9,450     | 99.*      | kiesett  | kiesett  |
| Kim Bonghjon (Kim Bong-hyeon) | Korlát           | 9,350     | 100.      | kiesett  | kiesett  |
| Kim Bonghjon (Kim Bong-hyeon) | Nyújtó           | 17,125    | 90.       | kiesett  | kiesett  |
| Kim Bonghjon (Kim Bong-hyeon) | Gyűrű            | 9,200     | 101.      | kiesett  | kiesett  |
| Kim Bonghjon (Kim Bong-hyeon) | Lólengés         | 18,812    | 42.**     | kiesett  | kiesett  |
| Kim Bonghjon (Kim Bong-hyeon) | Egyéni összetett | 63,937    | 105.      | kiesett  | kiesett  |
| I Dzsuhjong (Lee Ju-hyeong) Han Junszu (Han Yun-su) Kim Donghva (Kim Dong-hwa) Csong Dzsinszu (Jeong Jin-su) Jo Hongcshol (Yeo Hong-Cheol) Cso Szongmin (Jo Seong-min) Kim Bonghjon (Kim Bong-hyeon) | Csapat összetett |           |           | 567,054  | 8.       |

Női
| Versenyző                    | Versenyszám      | Selejtező | Selejtező | Döntő    | Döntő    |
| Versenyző                    | Versenyszám      | Pontszám  | Helyezés  | Pontszám | Helyezés |
| ---------------------------- | ---------------- | --------- | --------- | -------- | -------- |
| Kong Jundzsin (Kong Yun-jin) | Talaj            | 18,512    | 72.       | kiesett  | kiesett  |
| Kong Jundzsin (Kong Yun-jin) | Ugrás            | 18,712    | 62.**     | kiesett  | kiesett  |
| Kong Jundzsin (Kong Yun-jin) | Felemás korlát   | 17,580    | 86.       | kiesett  | kiesett  |
| Kong Jundzsin (Kong Yun-jin) | Gerenda          | 18,100    | 64.       | kiesett  | kiesett  |
| Kong Jundzsin (Kong Yun-jin) | Egyéni összetett | 72,904    | 63.       | kiesett  | kiesett  |

* - egy másik versenyzővel azonos eredményt ért el

** - két másik versenyzővel azonos eredményt ért el

*** - három másik versenyzővel azonos eredményt ért el

***** - öt másik versenyzővel azonos eredményt ért el

## Úszás
Férfi
| Versenyző                                                                                               | Versenyszám            | Előfutam | Előfutam | Előfutam | Döntő   | Döntő   | Döntő   | Helyezés |
| Versenyző                                                                                               | Versenyszám            | Idő      | Hely.    | Össz.    | Típus   | Idő     | Hely.   | Helyezés |
| --- | ---------------------- | -------- | -------- | -------- | ------- | ------- | ------- | -------- |
| Ko Unho (Go Un-ho)                                                                                      | 100 m gyors            | 52,56    | 4.       | 49.      | kiesett | kiesett | kiesett | kiesett  |
| Ko Unho (Go Un-ho)                                                                                      | 200 m gyors            | 1:52,80  | 2.       | 26.      | kiesett | kiesett | kiesett | kiesett  |
| U Cshol (U Cheol)                                                                                       | 400 m gyors            | 4:03,11  | 8.       | 30.      | kiesett | kiesett | kiesett | kiesett  |
| I Gjucshang (Lee Gyu-chang)                                                                             | 1500 m gyors           | 15:47,92 | 8.       | 25.      | kiesett | kiesett | kiesett | kiesett  |
| Kim Minszok (Kim Min-seok) Ko Unho (Go Un-ho) I Gjucshang (Lee Gyu-chang) U Cshol (U Cheol)             | 4 × 200 m gyorsváltó   | 7:45,98  | 5.       | 14.      | kiesett | kiesett | kiesett | kiesett  |
| Kim Minszok (Kim Min-seok)                                                                              | 100 m hát              | 58,43    | 3.       | 39.      | kiesett | kiesett | kiesett | kiesett  |
| Csi Szangdzsun (Ji Sang-Jun)                                                                            | 200 m hát              | 2:01,39  | 5.       | 11.      | B       | 2:02,68 | 6.      | 14.      |
| Cso Gvangdzse (Jo Gwang-Je)                                                                             | 100 m mell             | 1:03,39  | 7.       | 24.      | kiesett | kiesett | kiesett | kiesett  |
| Jang Decshol (Yang Dae-cheol)                                                                           | 100 m pillangó         | 57,05    | 2.       | 52.      | kiesett | kiesett | kiesett | kiesett  |
| I Dzsonghjong (Lee Jeong-hyeong)                                                                        | 200 m pillangó         | 2:04,53  | 4.       | 35.      | kiesett | kiesett | kiesett | kiesett  |
| Kim Banghjon (Kim Bang-hyeon)                                                                           | 200 m vegyes           | 2:06,99  | 6.       | 26.      | kiesett | kiesett | kiesett | kiesett  |
| Kim Banghjon (Kim Bang-hyeon)                                                                           | 400 m vegyes           | 4:31,16  | 8.       | 21.      | kiesett | kiesett | kiesett | kiesett  |
| Cso Gvangdzse (Jo Gwang-Je) Kim Minszok (Kim Min-seok) Ko Unho (Go Un-ho) Jang Decshol (Yang Dae-cheol) | 4 × 100 m vegyes váltó | 3:50,84  | 7.       | 17.      | kiesett | kiesett | kiesett | kiesett  |

Női
| Versenyző                                                                                             | Versenyszám            | Előfutam | Előfutam | Előfutam | Döntő   | Döntő   | Döntő   | Helyezés |
| Versenyző                                                                                             | Versenyszám            | Idő      | Hely.    | Össz.    | Típus   | Idő     | Hely.   | Helyezés |
| --- | ---------------------- | -------- | -------- | -------- | ------- | ------- | ------- | -------- |
| Szo Szojong (Seo So-Yeong)                                                                            | 50 m gyors             | 27,30    | 2.       | 41.      | kiesett | kiesett | kiesett | kiesett  |
| I Boun (Lee Bo-eun)                                                                                   | 100 m gyors            | 58,27    | 7.       | 35.      | kiesett | kiesett | kiesett | kiesett  |
| I Dzsihjon (Lee Ji-hyeon) (1)                                                                         | 200 m gyors            | 2:05,78  | 5.       | 32.      | kiesett | kiesett | kiesett | kiesett  |
| I Dzsihjon (Lee Ji-hyeon) (1)                                                                         | 200 m vegyes           | 2:22,97  | 4.       | 35.      | kiesett | kiesett | kiesett | kiesett  |
| Csong Olla (Jeong On-ra)                                                                              | 400 m gyors            | 4:23,35  | 5.       | 31.      | kiesett | kiesett | kiesett | kiesett  |
| Szo Hjonszu (Seo Hyeon-su)                                                                            | 800 m gyors            | 9:03,22  | 2.       | 24.      | kiesett | kiesett | kiesett | kiesett  |
| Csong Olla (Jeong On-ra) I Boun (Lee Bo-eun) I Dzsihjon (Lee Ji-hyeon) (1) Szo Szojong (Seo So-Yeong) | 4 × 100 m gyorsváltó   | 3:57,83  | 6.       | 19.      | kiesett | kiesett | kiesett | kiesett  |
| Csong Olla (Jeong On-ra) I Boun (Lee Bo-eun) I Dzsihjon (Lee Ji-hyeon) (1) Szo Szojong (Seo So-Yeong) | 4 × 200 m gyorsváltó   | 8:22,90  | 6.       | 18.      | kiesett | kiesett | kiesett | kiesett  |
| I Dzsihjon (Lee Ji-hyeon) (2)                                                                         | 100 m hát              | 1:03,96  | 1.       | 18.      | kiesett | kiesett | kiesett | kiesett  |
| I Cshangha (Lee Chang-ha)                                                                             | 200 m hát              | 2:14,18  | 4.*      | 10.*     | B       | 2:14,55 | 5.      | 13.      |
| Pjon Hjejong (Byeon Hye-yeong)                                                                        | 100 m mell             | 1:12,85  | 1.       | 30.      | kiesett | kiesett | kiesett | kiesett  |
| No Dzsuhi (No Ju-hui)                                                                                 | 200 m mell             | 2:36,20  | 5.       | 28.      | kiesett | kiesett | kiesett | kiesett  |
| Pak Uhi (Park U-Hui)                                                                                  | 100 m pillangó         | 1:05,36  | 3.       | 41.      | kiesett | kiesett | kiesett | kiesett  |
| Pak Uhi (Park U-Hui)                                                                                  | 200 m pillangó         | 2:22,99  | 1.       | 32.      | kiesett | kiesett | kiesett | kiesett  |
| I Dzsihjon (Lee Ji-hyeon) (3)                                                                         | 400 m vegyes           | 4:59,52  | 6.       | 28.      | kiesett | kiesett | kiesett | kiesett  |
| Pjon Hjejong (Byeon Hye-yeong) I Boun (Lee Bo-eun) I Dzsihjon (Lee Ji-hyeon) (2) Pak Uhi (Park U-Hui) | 4 × 100 m vegyes váltó | 4:18,98  | 7.       | 18.      | kiesett | kiesett | kiesett | kiesett  |

* - egy másik versenyzővel azonos eredményt ért el

## Vitorlázás
Férfi
| Versenyző                                                 | Versenyszám     | Futam | Futam | Futam | Futam | Futam    | Futam | Futam    | Futam | Futam | Futam | Futam | Pontszám | Helyezés |
| Versenyző                                                 | Versenyszám     | 1     | 2     | 3     | 4     | 5        | 6     | 7        | 8     | 9     | 10    | 11    | Pontszám | Helyezés |
| --------------------------------------------------------- | --------------- | ----- | ----- | ----- | ----- | -------- | ----- | -------- | ----- | ----- | ----- | ----- | -------- | -------- |
| Ok Tokphil (Ok Deok-pil)                                  | Szörfvitorlázás | 23    | 40    | 36    | 24    | (47 PMS) | 25    | (47 PMS) | 28    | 26    |       |       | 202,0    | 33.      |
| Kim Dejong (Kim Dae-yeong) Csong Szongan (Jeong Seong-an) | 470-es osztály  | 18    | 28    | 7     | (29)  | (31)     | 28    | 26       | 16    | 26    | 23    | 28    | 200,0    | 28.      |

Női
| Versenyző              | Versenyszám     | Futam | Futam | Futam | Futam | Futam | Futam | Futam | Futam | Futam | Pontszám | Helyezés |
| Versenyző              | Versenyszám     | 1     | 2     | 3     | 4     | 5     | 6     | 7     | 8     | 9     | Pontszám | Helyezés |
| ---------------------- | --------------- | ----- | ----- | ----- | ----- | ----- | ----- | ----- | ----- | ----- | -------- | -------- |
| Csu Szunan (Ju Sun-an) | Szörfvitorlázás | 15    | (20)  | 9     | 14    | 14    | 14    | 13    | (16)  | 16    | 95,0     | 16.      |

Nyílt
| Versenyző              | Versenyszám | Futam | Futam | Futam | Futam | Futam | Futam | Futam | Futam | Futam | Futam | Futam | Pontszám | Helyezés |
| Versenyző              | Versenyszám | 1     | 2     | 3     | 4     | 5     | 6     | 7     | 8     | 9     | 10    | 11    | Pontszám | Helyezés |
| ---------------------- | ----------- | ----- | ----- | ----- | ----- | ----- | ----- | ----- | ----- | ----- | ----- | ----- | -------- | -------- |
| Kim Hogon (Kim Ho-gon) | Laser       | 16    | 18    | 30    | 5     | 15    | 12    | (35)  | 28    | (32)  | 26    | 23    | 173,0    | 23.      |

## Vívás
Férfi
| Versenyző                                                                           | Versenyszám       | Selejtező                                    | 32-es főtábla                        | Nyolcaddöntő                                                                                         | Negyeddöntő                                                        | Elődöntő                                                                                               | Bronz- mérkőzés                                                                                | Döntő             | Helyezés |
| Versenyző                                                                           | Versenyszám       | Ellenfél Eredmény                            | Ellenfél Eredmény                    | Ellenfél Eredmény                                                                                    | Ellenfél Eredmény                                                  | Ellenfél Eredmény                                                                                      | Ellenfél Eredmény                                                                              | Ellenfél Eredmény | Helyezés |
| ----------------------------------------------------------------------------------- | ----------------- | -------------------------------------------- | ------------------------------------ | --- | ------------------------------------------------------------------ | --- | ---------------------------------------------------------------------------------------------- | ----------------- | -------- |
| Kim Jongho (Kim Yeong-ho)                                                           | Tőr, egyéni       | Tung Csao-cse (Dong Zhaozhi) (CHN) · 15–12   | Dmitrij Sevcsenko (RUS) · 15–13      | Uwe Römer (GER) · 15–13                                                                              | Alessandro Puccini (ITA) · 14–15                                   | kiesett                                                                                                | kiesett                                                                                        | kiesett           | 8.       |
| Kim Jongguk (Kim Yong-guk)                                                          | Tőr, egyéni       | Kiss Róbert (HUN) · 15–11                    | Szerhij Holubickij (UKR) · 4–15      | kiesett                                                                                              | kiesett                                                            | kiesett                                                                                                | kiesett                                                                                        | kiesett           | 29.      |
| Csong Szugi (Jeong Su-gi)                                                           | Tőr, egyéni       | İlqar Məmmədov (RUS) · 15–8                  | Franck Boidin (FRA) · 14–15          | kiesett                                                                                              | kiesett                                                            | kiesett                                                                                                | kiesett                                                                                        | kiesett           | 30.      |
| Jang Nöszong (Yang Noe-seong)                                                       | Párbajtőr, egyéni | erőnyerő                                     | Pavel Kolobkov (RUS) · 14–15         | kiesett                                                                                              | kiesett                                                            | kiesett                                                                                                | kiesett                                                                                        | kiesett           | 23.      |
| Csang Theszok (Jang Tae-seok)                                                       | Párbajtőr, egyéni | Roman Ječmínek (CZE) · 15–13                 | Arnd Schmitt (GER) · 13–15           | kiesett                                                                                              | kiesett                                                            | kiesett                                                                                                | kiesett                                                                                        | kiesett           | 27.      |
| I Szanggi (Lee Sang-gi)                                                             | Párbajtőr, egyéni | Elmar Borrmann (GER) · 14–15                 | kiesett                              | kiesett                                                                                              | kiesett                                                            | kiesett                                                                                                | kiesett                                                                                        | kiesett           | 42.      |
| Ju Szangdzsu (Yu Sang-ju)                                                           | Kard, egyéni      | Szo Szongdzsun (Seo Seong-jun) (KOR) · 15–11 | Sztanyiszlav Pozdnyakov (RUS) · 6–15 | kiesett                                                                                              | kiesett                                                            | kiesett                                                                                                | kiesett                                                                                        | kiesett           | 32.      |
| Szo Szongdzsun (Seo Seong-jun)                                                      | Kard, egyéni      | Ju Szangdzsu (Yu Sang-ju) (KOR) · 11–15      | kiesett                              | kiesett                                                                                              | kiesett                                                            | kiesett                                                                                                | kiesett                                                                                        | kiesett           | 33.      |
| I Hjogun (Lee Hyo-geun)                                                             | Kard, egyéni      | Peter Cox, Jr. (USA) · 9–15                  | kiesett                              | kiesett                                                                                              | kiesett                                                            | kiesett                                                                                                | kiesett                                                                                        | kiesett           | 38.      |
| Csong Szugi (Jeong Su-gi) Kim Jongguk (Kim Yong-guk) Kim Jongho (Kim Yeong-ho)      | Tőr, csapat       |                                              |                                      | Kína (CHN) · Je Csung (Ye Chong) · Tung Csao-cse (Dong Zhaozhi) · Vang Haj-pin (Wang Haibin) · 45–42 | Kuba (CUB) · Elvis Gregory · Oscar García · Rolando Tucker · 34–45 | Az 5–8. helyért · Magyarország (HUN) · Marsi Márk · Kiss Róbert · Érsek Zsolt · 42–45                  | A 7. helyért · Olaszország (ITA) · Alessandro Puccini · Marco Arpino · Stefano Cerioni · 45–34 |                   | 7.       |
| Csang Theszok (Jang Tae-seok) I Szanggi (Lee Sang-gi) Jang Nöszong (Yang Noe-seong) | Párbajtőr, csapat |                                              |                                      | Egyesült Államok (USA) · Tamir Bloom · Jim Carpenter · Mike Marx · 41–45                             |                                                                    | | A 9. helyért · Kanada (CAN) · Jean-Marc Chouinard · Danek Nowosielski · James Ransom · 40–45   |                   | 10.      |
| I Hjogun (Lee Hyo-geun) Szo Szongdzsun (Seo Seong-jun) Ju Szangdzsu (Yu Sang-ju)    | Kard, csapat      |                                              |                                      | Lengyelország (POL) · Janusz Olech · Norbert Jaskot · Rafał Sznajder · 24–45                         |                                                                    | A 9–11. helyért · Egyesült Államok (USA) · Peter Cox, Jr. · Peter Westbrook · Tom Strzalkowski · 32–45 | kiesett                                                                                        |                   | 11.      |

Női
| Versenyző                                                                           | Versenyszám       | Selejtező                    | 32-es főtábla                   | Nyolcaddöntő                                                              | Negyeddöntő                 | Elődöntő          | Bronz- mérkőzés                                                                           | Döntő             | Helyezés |
| Versenyző                                                                           | Versenyszám       | Ellenfél Eredmény            | Ellenfél Eredmény               | Ellenfél Eredmény                                                         | Ellenfél Eredmény           | Ellenfél Eredmény | Ellenfél Eredmény                                                                         | Ellenfél Eredmény | Helyezés |
| ----------------------------------------------------------------------------------- | ----------------- | ---------------------------- | ------------------------------- | ------------------------------------------------------------------------- | --------------------------- | ----------------- | ----------------------------------------------------------------------------------------- | ----------------- | -------- |
| Cson Migjong (Jeon Mi-gyeong)                                                       | Tőr, egyéni       | Suzanne Paxton (USA) · 15–14 | Valentina Vezzali (ITA) · 12–15 | kiesett                                                                   | kiesett                     | kiesett           | kiesett                                                                                   | kiesett           | 32.      |
| Ko Dzsongdzson (Go Jeong-jeon)                                                      | Párbajtőr, egyéni | Tamara Esteri (CUB) · 15–12  | Taymi Chappe (ESP) · 15–12      | Leslie Marx (USA) · 15–12                                                 | Szalay Gyöngyi (HUN) · 5–15 | kiesett           | kiesett                                                                                   | kiesett           | 8.       |
| Kim Hidzsong (Kim Hui-jeong)                                                        | Párbajtőr, egyéni | Nhi Lan Le (USA) · 15–13     | Nagy Tímea (HUN) · 5–15         | kiesett                                                                   | kiesett                     | kiesett           | kiesett                                                                                   | kiesett           | 28.      |
| I Gumnam (Lee Geum-nam)                                                             | Párbajtőr, egyéni | Milagros Palma (CUB) · 15–12 | Hormay Adrienn (HUN) · 9–15     | kiesett                                                                   | kiesett                     | kiesett           | kiesett                                                                                   | kiesett           | 30.      |
| Kim Hidzsong (Kim Hui-jeong) Ko Dzsongdzson (Go Jeong-jeon) I Gumnam (Lee Geum-nam) | Párbajtőr, csapat |                              |                                 | Egyesült Államok (USA) · Elaine Cheris · Leslie Marx · Nhi Lan Le · 44–45 |                             |                   | A 9. helyért · Svájc (SUI) · Gianna Hablützel-Bürki · Michèle Wolf · Sandra Kenel · 44–45 |                   | 10.      |